# 平川大輔
平川 大輔（ひらかわ だいすけ、1973年6月4日 - ）は、日本の男性声優、歌手。新潟県新潟市出身。フリー。

## 経歴
勝田声優学院11期卒。同期に荻原秀樹、小西克幸、萩原えみこがいる。かつては同人舎プロダクション、メディアフォースに所属していた。
デビュー作は飛行機内上映用の『セブン・イヤーズ・イン・チベット』の男Aやチベット僧などの端役。機内上映版のため平川本人はデビュー作を観ることができなかったという。
初めての大きな役は、映画の吹き替えで『ロード・オブ・ザ・リング』のオーランド・ブルーム演じるレゴラス役。以降もオーランドの吹き替えを専属（フィックス）で担当し、『パイレーツ・オブ・カリビアン』のウィル・ターナー役など大作への出演が続いた。アニメでは、2004年に放送された『巌窟王』にてフランツ・デピネー役でメインキャラクターの1人を演じた。当初は主人公のアルベール役をどうしても演じたくて、「この役を絶対に取ります」と事務所に宣言してオーディションに参加したが、落選し主人公の親友であるフランツ役を獲得した。フランツ役でアニメファンに名前を知られるきっかけになったという。『ロード・オブ・ザ・リング』と『巌窟王』は転機となった大切な作品として挙げており、この2作品がなければ「仕事を続けられなかったかもしれない」と述べている。
2023年10月25日、突発性難聴のため入院し、当面は治療に専念することを自身のSNSで明かした。11月8日に自身のSNSで退院を報告し、体調面を考慮しつつ仕事に復帰することを表明した。

## 人物・エピソード
親戚や友達の子供と遊んだりするのが好きで、昔は保育士になりたかったという。しかしある日突然「俺、声優になる」と思い立った。その理由として「アニメみたいな子供向けの番組に出ることができれば、たくさんの子供たちを楽しませてあげられる。だから、同じ“演じる”という仕事でもドラマや舞台に出るような俳優になろう、と思わなかった」と声優を志望した動機を「いま考えると」と語っている。
森川智之が座長をつとめていた演劇ユニットで何度か舞台に立っていた。また、森川が行っているイベント「おまえらのためだろ」に以前はスタッフとして参加していたことがある。
2008年10月まで一度も飛行機に乗ったことが無かったが、2008年11月に韓国で開催されたイベントに出演し、初飛行機、初海外の夢を実現した（2006年末に韓国に行こうとしたが仕事のために断念）。
『ネオ アンジェリーク Abyss 〜陽だまり邸へようこそ〜』にて愛称を決めることになり、同じくパーソナリティーの小野大輔から「お兄ちゃん」と呼ばれたことでそれが定着した。
吹き替えではオーランド・ブルーム、チャン・グンソク、トム・ヒドルストンなどを多く担当している。2024年の大阪コミコンでは、『マイティ・ソー』以降、長きに渡り吹き替えを担当しているトム・ヒドルストンと対面を果たした。
原作モノは原作を読んでから本番に臨むタイプであることでも知られている。2014年4月から放送された『ジョジョの奇妙な冒険 スターダストクルセイダース』では花京院典明役を演じているが、平川は出演が決まるまで『ジョジョ』を読んだことがなく、『ジョジョ』ファンであることを公言している小野大輔から「誕生日プレゼント」と称してプレゼントされた文庫本のセット（実際には、平川の誕生日から数か月遅れでプレゼントされたもの）を読むこととなった。

## 出演
太字はメインキャラクター。

### テレビアニメ
1998年
- グランダー武蔵RV（選手B）

1999年
- GTO（男子）

2000年
- 妖しのセレス（芳塚広和、不良、生徒、男）

2001年
- あぃまぃみぃ!ストロベリー・エッグ（男子生徒 他）
- グラップラー刃牙 -最大トーナメント編-（畑中公平）

2002年
- ハングリーハート WILD STRIKER（岡部瞬也、藤森薫、俊川）
- ふぉうちゅんドッグす（ブライト）
- フォルツァ!ひでまる（角の進）
- 魔王ダンテ（角田）

2003年
- PAPUWA（ミヤギ、ハヤシくん）

2004年
- お伽草子（検非違使 他）
- 巌窟王（フランツ・デピネー男爵）
- KURAU Phantom Memory（エド）
- 攻殻機動隊 S.A.C. 2nd GIG（出島の警官、招慰難民 他）
- こちら葛飾区亀有公園前派出所（首相）
- BECK（椎木祐介）
- 陸奥圓明流外伝 修羅の刻（小野忠常、若侍 他）

2005年
- UG☆アルティメットガール（同人誌怪獣ムシューセー）
- 韋駄天翔（神崎聖也）
- 奥さまは魔法少女（翔）
- JINKI:EXTEND（川本宏）
- SHUFFLE!（2005年 - 2007年、滝沢巨規） - 2シリーズ
- トランスフォーマー ギャラクシーフォース（エクシリオン / エクシゲイザー）
- 風人物語（映画の中の男性）

2006年
- アイシールド21（赤羽隼人）
- Ergo Proxy（オートレイヴA）
- おとぎ銃士 赤ずきん（2006年 - 2007年、ヘンゼル）
- 少女チャングムの夢（中宗、刺客）
- スクールランブル二学期（田中一也）
- ちょこッとSister（川越はるま）

2007年
- 英國戀物語エマ 第二幕（フットマン）
- 結界師（八王子君也）
- 月面兎兵器ミーナ（ルチャチャ星人）
- 古代王者 恐竜キング Dキッズ・アドベンチャー（2007年 - 2008年、ノーピス、アクトロイド〈2代目〉、ベッサム、ディレクター、ディノレッド） - 2シリーズ
- School Days（伊藤誠）
- セイント・ビースト〜光陰叙事詩天使譚〜（堕天使ガブリエル）
- ゼロの使い魔 シリーズ（2007年 - 2012年、ジュリオ・チェザーレ） - 3シリーズ
- 地球へ…（客）
- ムシウタ（土師圭吾）
- ロビーとケロビー（タナカ、客）

2008年
- イタズラなKiss（入江直樹）
- シゴフミ（森下俊輔）
- NARUTO -ナルト- 疾風伝（ソラ）
- ネオ アンジェリーク Abyss（ベルナール） - 2シリーズ
- まめうしくん（ガッツル）
- Mnemosyne-ムネモシュネの娘たち-（前埜輝紀）
- モノクローム・ファクター（鼎准一）
- 薬師寺涼子の怪奇事件簿（野長瀬一馬）

2009年
- シャングリ・ラ（秦総一郎）
- バトルスピリッツ 少年激覇ダン（ノンビリー、セルジュ）
- ハヤテのごとく! シリーズ（2009年 - 2013年、加賀北斗） - 2シリーズ
- BLEACH 斬魄刀異聞篇（千本桜）
- ぼくチロ!（チャーリー）
- ポケットモンスター ダイヤモンド&パール（オウ）

2010年
- SDガンダム三国伝 Brave Battle Warriors（周瑜ヒャクシキ、霊帝ガンダム）
- おまもりひまり（天河優人）
- 学園黙示録 HIGHSCHOOL OF THE DEAD（田島）
- 殿といっしょシリーズ（2010年 - 2011年、明智光秀、香宗我部親泰） - 2シリーズ
- 百花繚乱 サムライガールズ（2010年 - 2013年、柳生宗朗） - 2シリーズ
- マノン（ビンゴ、バロン、ニブルス）
- 名探偵コナン（寺堂雲平）

2011年
- うさぎドロップ（さやかパパ）
- 境界線上のホライゾン（2011年 - 2012年、ノリキ、ネンジ、英国学生） - 2シリーズ
- テレビまんが 昭和物語
- NO.6（山勢）
- バトルスピリッツ ブレイヴ（ガスパール）
- べるぜバブ（2011年 - 2012年、新庄・アレックス・ロドリゲス・一郎、オドネル）
- 遊☆戯☆王ZEXAL（2011年 - 2012年、チャーリー・マッコイ、仮面の男、ドルベ） - 2シリーズ

2012年
- しろくまカフェ（ジェンツーペンギン、ヤギ）
- 戦国コレクション（マネージャー）
- 探検ドリランド（ロハン）
- ダンボール戦機W（風摩キリト）
- 緋色の欠片（大蛇卓） - 2シリーズ
- ひだまりスケッチ×ハニカム（ジュリ恵）
- 氷菓（お料理研究会副部長）

2013年
- 宇宙戦艦ヤマト2199（篠原弘樹、ドーラ・バレク、ガミラス艦内兵士）※2012年劇場先行公開
- のりスタ!シリーズ おしえて!ネオきょうじゅ（2013年 - 2014年、ネオきょうじゅ） - 2シリーズ
- カーニヴァル（燭）
- 大怪獣ラッシュ ウルトラフロンティア（バルタンバトラー・バレル）
- DIABOLIK LOVERS（2013年 - 2015年、逆巻ライト） - 2シリーズ
- BROTHERS CONFLICT（朝日奈右京）
- Free!（2013年 - 2018年、竜ヶ崎怜） - 3シリーズ
- まおゆう魔王勇者（冬の国の王子）
- マギ（練白雄）

2014年
- アイカツ!（四ツ葉春）
- アオハライド（田中陽一）
- ウィザード・バリスターズ 弁魔士セシル（教師）
- クレヨンしんちゃん（2014年 - 2015年、車ゆだん吉、真倉たかし）
- ジョジョの奇妙な冒険 スターダストクルセイダース（花京院典明）
- 人生相談テレビアニメーション「人生」（矢野）
- ダイヤのA（2014年 - 2015年、平井翼）
- 鬼灯の冷徹（2014年 - 2018年、桃太郎） - 3シリーズ
- LOVE STAGE!!（相楽玲）

2015年
- 雨色ココア（2015年 - 2016年、古賀シオン） - 3シリーズ
- アルドノア・ゼロ（ハークライト） - 2025年に総集編『アルドノア・ゼロ（Re+）』劇場上映
- 終わりのセラフ 名古屋決戦編（岩咲秀作、隊長）
- 神様はじめました◎（翠郎）
- 櫻子さんの足下には死体が埋まっている（藤岡毅）
- 実は私は（岡田）
- ジュエルペット マジカルチェンジ（蒼弥）
- 新妹魔王の契約者（斯波恭一）
- スタミュ（柊翼）
- Dance with Devils（棗坂シキ）
- ヤング ブラック・ジャック（鯖目）
- ログ・ホライズン（2015年 - 2021年、エリアス＝ハックブレード） - 2シリーズ

2016年
- アイカツスターズ!（2016年 - 2018年、諸星ヒカル、四ツ葉春） - 2シリーズ
- 亜人（田中功次）
- 機動戦士ガンダム 鉄血のオルフェンズ（サヴァラン・カヌーレ）
- 終末のイゼッタ（エリオット）
- 信長の忍び（2016年 - 2018年、竹中半兵衛、竹中久作） - 3シリーズ
- はんだくん（永正惣一）
- 美男高校地球防衛部LOVE!LOVE!（巡屋円太郎）
- プリンス・オブ・ストライド オルタナティブ（黛静馬）
- ベルセルク（ジェローム）
- マジきゅんっ!ルネッサンス（一条寺神楽）

2017年
- 風夏（ヒサシ）
- TRICKSTER -江戸川乱歩「少年探偵団」より-（小林昭文）
- ソード・オラトリア ダンジョンに出会いを求めるのは間違っているだろうか外伝（アイズ父）
- カブキブ!（八巻屋）
- スナックワールド（グリフォン）
- “栄光なき天才たち”からの物語（織田）
- 銀の墓守り（エーユー）
- バチカン奇跡調査官（マギー神父）
- キラキラ☆プリキュアアラモード（エリシオ）
- 潔癖男子!青山くん（門松了）
- デュエル・マスターズ（ジャババ・ハット）
- Infini-T Force（ダミアン・グレイ）
- Code:Realize 〜創世の姫君〜（サン・ジェルマン）
- 将国のアルタイル（カルバハル）
- クジラの子らは砂上に歌う（アラフニ）

2018年
- 伊藤潤二『コレクション』（山田、誠）
- 一人之下 羅天大醮篇（諸葛青）
- 覇穹 封神演義（太乙真人）
- 博多豚骨ラーメンズ（佐伯）
- アイカツフレンズ!（2018年 - 2019年、ケン・マユズミ） - 2シリーズ
- 妖怪ウォッチ シャドウサイド（2018年 - 2019年、コマさん）
- デビルズライン（片桐龍之介）
- かくりよの宿飯（時彦）
- 千銃士（エフ）
- 音楽少女（池橋大輝）
- つくもがみ貸します（五位）
- オーバーロードIII（ロバーデイク・ゴルトロン）
- アンゴルモア 元寇合戦記（源九郎義経）
- 夢王国と眠れる100人の王子様（マッドハッター）
- あかねさす少女（橘田蔵人）
- CONCEPTION（ナルシステス）
- キャプテン翼（第4作）（2018年 - 2024年、次藤洋） - 2シリーズ
- レイトン ミステリー探偵社 〜カトリーのナゾトキファイル〜（モグルス）

2019年
- ドメスティックな彼女（萩原柊）
- なむあみだ仏っ!-蓮台 UTENA-（阿弥陀如来）
- 文豪ストレイドッグス（エクルバーグ）
- かつて神だった獣たちへ（ウィリアム / ニーズヘッグ）
- ロード・エルメロイII世の事件簿 -魔眼蒐集列車 Grace note-（2019年 - 2021年、メルヴィン・ウェインズ） - 1シリーズ + 特別編
- BEM（カーヴァー）
- 異世界チート魔術師（白い服の男 / ロドラ）
- ナカノヒトゲノム【実況中】（男女嶋ナナミ）
- 鬼滅の刃（2019年 - 2021年、魘夢〈下弦の壱〉） - 2シリーズ
- アイカツオンパレード!（2019年 - 2020年、諸星ヒカル、四ツ葉春、ケン マユズミ）
- 戦×恋（犬飼透）

2020年
- キングダム（2020年 - 2024年、慶舎） - 3シリーズ
- ID:INVADED イド:インヴェイデッド（冬川浩二）
- GREAT PRETENDER（トーマス・メイヤー）
- 恋とプロデューサー〜EVOL×LOVE〜（シモン）
- NOBLESSE -ノブレス-（フランケンシュタイン）
- 体操ザムライ（中ノ森真彦）
- キングスレイド 意志を継ぐものたち（ジエロ）

2021年
- アイ★チュウ（若王子楽）
- はたらく細胞BLACK（脳細胞〈司令〉）
- アイカツプラネット!（カメラマン）
- 蜘蛛ですが、なにか?（ブイリムス）
- 装甲娘戦機（オカザト）
- ドラゴン、家を買う。（白魔導士）
- フルーツバスケット（男性）
- ピーチボーイリバーサイド（皇鬼）
- プラチナエンド（畠山省吾 / メトロブルー）
- 異世界食堂2（ドウシュン）
- 世界最高の暗殺者、異世界貴族に転生する（ディルム）

2022年
- ルパン三世 PART6（フェルナン）
- 賢者の弟子を名乗る賢者（ソウルハウル）
- 幻想三國誌 -天元霊心記-（張祭）
- シュート!Goal to the Future（平松和広）
- 転生賢者の異世界ライフ 〜第二の職業を得て、世界最強になりました〜（賢者）
- 永久少年 Eternal Boys（2022年 - 2023年、真⽥健太郎）
- うる星やつら (2022)（2022年 - 2024年、カラス天狗） - 2シリーズ
- 聖剣伝説 Legend of Mana -The Teardrop Crystal-（ポキール）

2023年
- The Legend of Heroes 閃の軌跡 Northern War（ルーファス・アルバレア）
- REVENGER（劉）
- 神達に拾われた男2（プレナンス）
- 解雇された暗黒兵士（30代）のスローなセカンドライフ（魔王）
- ニンジャラ（ヒデヨリ）
- 六道の悪女たち（白バイ警官）
- くまクマ熊ベアーぱーんち!（ブラッド）
- 逃走中 グレートミッション（マックス メージャー）
- 聖剣学院の魔剣使い（魔王レオニス / レニオス・シェアルト）
- 暴食のベルセルク（ラーファル・ブレリック）
- Helck（ミカロス）
- 葬送のフリーレン（ザインの兄）

2024年
- 俺だけレベルアップな件（2024年 - 2025年、最上真） - 2シリーズ
- 魔王学院の不適合者 II 〜史上最強の魔王の始祖、転生して子孫たちの学校へ通う〜（リーバルシュネッド）
- 黄昏アウトフォーカス（児島先生）
- デリコズ・ナーサリー（アルブレヒト）
- 魔導具師ダリヤはうつむかない（フォルトゥナート・ルイーニ）
- 【推しの子】（ヒムラ）
- 妻、小学生になる。（新島圭介）
- ハイガクラ（蒼香茗）

2025年
- 妃教育から逃げたい私（ジョーダン）
- 青のミブロ（姉小路公知）
- 未ル わたしのみらい（教授、トシ）
- ＃コンパス2.0 戦闘摂理解析システム（ファースト）
- TO BE HERO X（スマイル）
- 白豚貴族ですが前世の記憶が生えたのでひよこな弟育てます（鳳蝶の父）
- 野生のラスボスが現れた!（メラク）

### 劇場アニメ
2000年代
- 劇場版xxxHOLiC 真夏ノ夜ノ夢（2005年）
- スカイ・クロラ The Sky Crawlers（2008年、湯田川亜伊豆・合原）

2010年代
- ハートの国のアリス 〜Wonderful Wonder World〜（2011年、エース）
- 神秘の法（2012年、タターガタ・キラー）
- 大怪獣ラッシュ ウルトラフロンティアシリーズ（2013年 - 2014年、バルタンバトラー・バレル） - 2作品
- 劇場版 TIGER & BUNNY -The Rising-（2014年、ヴィルギル・ディングフェルダー / アンドリュー・スコット）
- 宇宙戦艦ヤマト2199 星巡る方舟（2014年、篠原弘樹）
- 亜人（2015年 - 2016年、田中功次） - 3部作
- 劇場版 アイカツスターズ!（2016年、諸星学園長）
- Free!シリーズ（2017年 - 2019年、竜ヶ崎怜） - 4作品
- Dance with Devils-Fortuna-（2017年、棗坂シキ）
- 映画 妖怪ウォッチ シャドウサイド 鬼王の復活（2017年、コマさん）

2020年
- 劇場版 鬼滅の刃 無限列車編（魘夢〈下弦の壱〉、ムカデ汽車）
- モンスターストライク THE MOVIE ルシファー 絶望の夜明け（2020年、ベルゼブブ）
- 永久少年 Eternal Boys NEXT STAGE（2023年、真田健太郎）

### OVA
2004年
- テイルズ オブ ファンタジア THE ANIMATION（ルーングロム）
- HUNTER×HUNTER  G・I Final（アベンガネ、ゴレイヌ）

2005年
- 永遠のアセリア 「求め」の声

2007年
- pico〜ぼくの小さな夏物語〜（タモツ）

2008年
- School Days L×H 初回限定版特典「Valentine Days」（伊藤誠）
  - School Days OVAスペシャル〜マジカルハート☆こころちゃん〜（伊藤誠）

2009年
- On the Way to a Smile EPISODE DENZEL FINAL FANTASY VII（アーカム）※『ファイナルファンタジーVII アドベントチルドレン コンプリート』特典オリジナルアニメーション
- 聖闘士星矢 THE LOST CANVAS 冥王神話（水瓶座のデジェル）

2010年
- 恋する暴君（ヒロト）
- DARKER THAN BLACK -黒の契約者- 外伝
- 殿といっしょ（明智光秀）
- 鋼の錬金術師 FULLMETAL ALCHEMIST「それもまた彼の戦場」（上級生A）
- 眼鏡なカノジョ（宮口孝史）

2011年
- 装甲騎兵ボトムズ Case;IRVINE（アービン）

2012年
- この男子、宇宙人と戦えます。（シロ）

2013年
- ノ・ゾ・キ・ア・ナ（城戸龍彦）※原作本 特典DVD
- ノ・ゾ・キ・ア・ナ Sexy増量版（城戸龍彦）

2014年
- 俺と一緒にトレーニング
- この男子、石化に悩んでます。（穂仁原鉱也）
- Hybrid Child（葉月）

2015年
- DIABOLIK LOVERS（逆巻ライト）※PlayStation Vita専用ソフト『DIABOLIK LOVERS DARK FATE』 アニメイト限定セット付属 オリジナルアニメーションDVD
- 百花繚乱 サムライアフター（柳生宗朗）
- 鬼灯の冷徹 OADシリーズ（2015年 - 2020年、桃太郎）

2016年
- 亜人（田中功次）※コミックス第9巻OAD付き限定版
- OVAスタミュ第1巻・第2巻（柊翼）

2017年
- 宇宙戦艦ヤマト2202 愛の戦士たち（篠原弘樹）※ODS作品
- Landreaall（竜胆・濤）※コミックス第29巻限定版

2018年
- テラフォーマーズ（草間朝太郎） - コミックス第21巻アニメDVD同梱版

2019年
- 銀河英雄伝説 Die Neue These 星乱（ベルンハルト・フォン・シュナイダー）

2024年
- コードギアス 奪還のロゼ（スタンリー・フォンブラウン）

2025年
- アルドノア・ゼロ EP24.5:雨の断章 -The Penultimate Truth-（ハークライト）

### Webアニメ
2010年代
- Starry☆Sky（2010年、青空颯斗）
- TRIP TREK（2010年、ハイエナ、魔王）
- 機動戦士ガンダム サンダーボルト（2015年、コーネリアス・カカ）
- NOBLESSE: AWAKENING（2016年、フランケンシュタイン）
- おしゅしだよ（2017年、しゃけ 他）
- モンスターストライク（2018年、ベルゼブブ）
- ゴルゴ13×外務省 海外安全対策マニュアル（2018年、吉田、ドライバー）
- バトルスピリッツ サーガブレイヴ（2019年、ノンビリー、セルジュ）
- ケンガンアシュラ（2019年、山下健蔵） - 2シリーズ

2020年代
- おしえて北斎! -THE ANIMATION-（2021年、狩野永徳）
- スター・ウォーズ：ビジョンズ「九人目のジェダイ」（2021年、ヘン・ジン）
- ブライト:サムライソウル（2021年、オーク・ライデン）
- 伊藤潤二『マニアック』（2023年、赤坂）
- BASTARD!! -暗黒の破壊神-（2023年、ラン・ディ・ローズ・シュタイン・ノイバウテン）
- T・Pぼん（2024年、デフォー）
- 〈物語〉シリーズ オフ&モンスターシーズン（2024年、トロピカレスク・ホームアウェイヴ・ドッグストリングス）
- カイリューとゆうびんやさん（2025年、リオの父）

### ゲーム
時期不明
- FEVER7 SANKYO公式パチンコシミュレーション（ゲージろう）
- FEVER8 SANKYO公式パチンコシミュレーション（ゲージろう）
- ロード・オブ・ザ・リング シリーズ（レゴラス）

1998年
- ファイティングレイヤー（シャン・フェンシャン）

1999年
- トゥームレイダー3
- マリア2 受胎告知の謎（水谷敦）
- ライジング ザン ザ・サムライガンマン

2002年
- 神無ノ鳥（主）

2003年
- バルドフォースエグゼ（柏木洋介）
- ビストロ・きゅーぴっと2 特別版（ディル・ベルガモット） - 特別版同封スペシャルCD「セルリー編」（PS2版）・「ネメシア編」（Xbox版）に出演

2004年
- GetBackers-奪還屋-裏新宿最強バトル（マンジ兄弟の兄）

2005年
- キングダム ハーツII（ウィル・ターナー）
- テイルズ オブ ブレイカー（ユーテキ、ザウバー）

2006年
- 乙女的恋革命★ラブレボ!!（お兄ちゃん〈鷹士〉）
- きみスタ〜きみとスタディ〜（清宮雅貴）
- 天地の門2 武双伝（リジュ・ロウ）
- ネオ アンジェリーク（ベルナール）
- パイレーツ・オブ・カリビアン/デッドマンズ・チェスト（ウィル・ターナー）
- 緋色の欠片（大蛇卓）
- ピヨたん〜ハウスキーパーはCuteな探偵〜（山崎充範）
- Rise of Nations : Rise of Legends（ジャコモ）※日本語版吹き替え

2007年
- アイシールド21 フィールド最強の戦士たち（赤羽隼人）
- ハートの国のアリス 〜Wonderful Wonder World〜（エース）
- クローバーの国のアリス 〜Wonderful Wonder World〜（エース）
- うわさの翠くん!! 夏色ストライカー（巣鴨薫）
- SDガンダム GGENERATION シリーズ（2007年 - 2025年、コーネリアス・カカ、ハリソン・マディン、グエン・サード・ラインフォード〈WARS - 〉、総合ナレーション〈WARS〉 他） - 6作品
- とらぶるふぉうちゅんCOMPANY☆はぴCURE（主人公の父親）
- 緋色の欠片 〜あの空の下で〜（大蛇卓）
- 翡翠の雫 緋色の欠片2（大蛇卓）
- ピリオド（漣雄一）
- 星色のおくりもの（鳴滝宗哉）
- ラブ☆レシピ〜恋のエッセンス〜（御堂彩斗）

2008年
- いじわる My Master（城崎焔/フランツ）
- うわさの翠くん!!2 ふたりの翠!?（巣鴨薫）
- クリムゾン・エンパイア〜Circumstance to serve a noble〜（ジャスティン＝ロベラッティ）
- 白騎士物語 -古の鼓動-（シーザー）
- スーパーロボット大戦Z（黒のカリスマ/ジ・エーデル・ベルナル）
- School Days L×H（伊藤誠）
- D.C. Girl's Symphony 〜ダ・カーポ〜 ガールズシンフォニー（古城孝明）
- 咎狗の血 True Blood（カズイ）
- ネオ アンジェリーク フルボイス（ベルナール）
- ネオ アンジェリーク Special（ベルナール）
- 蒼黒の楔 緋色の欠片3（大蛇卓）
- ピヨたん〜お屋敷潜入☆大作戦〜（山崎充範）
- 星色のおくりもの Portable（鳴滝宗哉）
- 禁断★放課後の恋人2〜先生と、ふたりきり〜（響冬馬）

2009年
- GARNET CRADLE（櫻沢輝一郎）
- クリムゾン・ロワイヤル〜Circumstance to serve a noble〜（ジャスティン＝ロベラッティ）
- ジョーカーの国のアリス 〜Wonderful Wonder World〜（エース）
- Starry☆Sky 〜in Winter〜（青空颯斗）
- 断罪のマリア（ウリエル / ウルル）
- ヒイロノカケラ 新玉依姫伝承（大蛇凌）
- S彼氏上々〜王子の誘惑〜（佐伯原克穂）

2010年
- あすか! 〜僕ら星灯高校野球団〜（直江涼介）
- アニバーサリーの国のアリス 〜Wonderful Wonder World〜（エース）
- 維新恋華 龍馬外伝（桂小五郎）
- 乙女的恋革命★ラブレボ!! Portable（お兄ちゃん〈鷹士〉）
- GARNET CRADLE sugary sparkle（The prince of EMERALD / 櫻沢輝一郎）
- 白騎士物語 -光と闇の覚醒-（シーザー）
- 絶対迷宮グリム 〜七つの鍵と楽園の乙女〜（ヴィルヘルム・グリム）
- D.C. Girl's Symphony Pocket 〜ダ・カーポ〜 ガールズシンフォニーポケット（古城孝明）
- 堕天使の甘い誘惑×快感フレーズ（ラルフ・グレイザー）
- Happy☆Magic! 〜ハピ☆マジ!〜（日向紺）
- 雨柳堂夢咄（京助）
- S彼氏上々〜絡まる恋の糸〜（佐伯原克穂）
- かれぺっと（鬼畜、年上、草食）
- 新説・こころ（私）

2011年
- おもちゃ箱の国のアリス 〜Wonderful Wonder World〜（エース）
- GARNET CRADLE Portable 〜鍵の姫巫女〜（櫻沢輝一郎）
- がーるず★パラダイス 〜逆ハーレム編集部〜（椿木智也）
- 久遠の絆 再臨詔 フルボイス版（芦屋幹久、藤原道綱）
- Starry☆Sky 〜in Winter〜 Portable（青空颯斗）
- 絶対迷宮グリム・ディレクターズカット版 〜七つの鍵と楽園の乙女〜（ヴィルヘルム・グリム）
- つくものがたり（奥原佳人）
- 緋色の欠片 愛蔵版 〜あかねいろの追憶〜（大蛇卓）
- ヒイロノカケラ 新玉依姫伝承 ―Piece of Future―（大蛇凌）
- 魔人と失われた王国（バマパナ）

2012年
- 英雄伝説 零の軌跡 Evolution（ツァオ・リー）
- 官能昔話 ポータブル（細川忠興）
- キングダム ハーツ 3D ［ドリーム ドロップ ディスタンス］（サム・フリン）
- CONCEPTION 俺の子供を産んでくれ!（ナルシステス）
- 十三支演義 〜偃月三国伝〜（袁紹）
- Starry☆Sky 〜After Winter〜（青空颯斗）
- 蒼黒の楔 緋色の欠片3 明日への扉（大蛇卓）
- ダイヤの国のアリス 〜Wonderful Wonder World〜（エース）
- 断罪のマリア 〜ラ・カンパネラ〜（ウリエル / ウルル）
- DIABOLIK LOVERS（逆巻ライト）
- BROTHERS CONFLICT PASSION PINK（朝日奈右京）
- Borderlands 2（ローランド）
- モンスターハンター フロンティア オンライン（VOICE TYPE31）
- 萌えガチャ男子（一ノ瀬学）

2013年
- アルカナ・ファミリア2（ウィル）
- 英雄伝説 閃の軌跡（ルーファス・アルバレア）
- 乙女的恋革命★ラブレボ!! 100kgからはじまる→恋物語（お兄ちゃん（鷹士））
- 解放少女 SIN（能都麻人）
- 境界線上のホライゾン PORTABLE（ノリキ、ネンジ）
- 新装版 ハートの国のアリス 〜Wonderful Wonder World〜（エース）
- Starry☆Sky 〜After Winter〜 Portable（青空颯斗）
- 大怪獣ラッシュ ウルトラフロンティア（バルタンバトラー・バレル）
- 大正鬼譚（六月一日景一）
- ダイヤの国のアリス 〜Wonderful Mirror World〜（エース）
- Double Score 〜Cattleya×Narcissus〜（斎賀琉衣、聖夜）
- Double Score 〜Cosmos×Camellia〜（斎賀琉衣、聖夜）
- 断罪のマリア Complete Edition（ウリエル / ウルル）
- DIABOLIK LOVERS MORE,BLOOD（逆巻ライト）
- DIABOLIK LOVERS LIMITED V EDITION（逆巻ライト）
- ディスガイア D2（ゼノリス）
- ドットカレシ-We're 8bit Lovers!- II 〜てんくうのキス〜（ナイト）
- Dragon's Dogma Dark Arisen（バルミロ）
- Butterfly Lip（姫野一陽）
- BROTHERS CONFLICT BRILLIANT BLUE（朝日奈右京）
- Princess Arthur（ボールス）
- 遊戯王ZEXAL 激突! デュエルカーニバル!（ドルベ）

2014年
- 裏語 薄桜鬼 〜暁の調べ〜（中岡慎太郎）
- 英雄伝説 閃の軌跡 II（ルーファス・アルバレア）
- 俺の屍を越えてゆけ2（阿部晴明）
- Code:Realize 〜創世の姫君〜（サン・ジェルマン）
- 大正鬼譚〜言ノ葉櫻〜（六月一日景一）
- Double Score 〜Marguerite×Tulip〜（斎賀琉衣、聖夜）
- DIABOLIK LOVERS VANDEAD CARNIVAL（逆巻ライト）
- 熱血異能部活譚 Trigger Kiss（葛城宗也）
- ハートの国のアリス 〜Wonderful Twin World〜（エース）
- 放課後colorful＊step〜うんどうぶ!〜（一貴一）
- ボーイフレンド（仮）（一ノ瀬学）
- ボーダーランズ プリシークエル（ローランド）
- 妖かし恋戯曲（螢丞）
- ジョジョの奇妙な冒険 スターダストシューターズ（花京院典明）
- ただいま、戦国武将さま！（田中与四朗）
- ナナイロ☆プロダクション（桜木朔臣）
- ハートの国のアリス〜Wonderful Wonder World〜（エース）

2015年
- アイ★チュウ（若王子楽）
- 王子様のプロポーズ Love Tiara（ゼン）
- Cafe Cuillere 〜カフェ キュイエール〜（佐久間樹）
- 君の秘密にドラマなキスを（藤堂春樹）
- 白猫プロジェクト（オズワルド・ファーニス）
- 神撃のバハムート（アンガス）
- 夢王国と眠れる100人の王子様（マッド・ハッター）
- 嫁コレ（ハークライト）
- アイカツ! My No.1 Stage!（四ツ葉春）
- アサシン クリード シンジケート（ジェイコブ・フライ）
- ヴァルプルガの詩（泉蘇芳）
- 終わりのセラフ 運命の始まり（岩咲秀作）
- カレイドイヴ（月島紘一郎）
- ジョジョの奇妙な冒険 アイズオブヘブン（花京院典明、花京院典明〈偽〉）
- 新装版クリムゾン・エンパイア（ジャスティン＝ロベラッティ）
- 第3次スーパーロボット大戦Z 天獄篇（AG）
- 大正×対称アリス（シンデレラ）
- DIABOLIK LOVERS DARK FATE（逆巻ライト）
- DIABOLIK LOVERS MORE,BLOOD LIMITED V EDITION（逆巻ライト）
- ネットハイ（プレジデント・シュバインシュタイガー）
- 薄桜鬼 真改 風ノ章（中岡慎太郎）
- プリンス・オブ・ストライド（黛静馬）
- 宵夜森ノ姫（ミリヤム・ワイリー）

2016年
- アイカツ! フォトonステージ!!（四ツ葉春、諸星ヒカル）
- 一血卍傑-ONLINE-（イッタンモメン）
- エルダー・スクロールズ・オンライン（マニマルコ）
- グランブルーファンタジー（バルサザー）
- Code:Realize 〜祝福の未来〜（サン・ジェルマン）
- 大正×対称アリス all in one（シンデレラ）
- Dance with Devils（棗坂シキ）
- DIABOLIK LOVERS LUNATIC PARADE（逆巻ライト）
- バイオハザード0 HDリマスター（謎の青年）
- 灰鷹のサイケデリカ（塔の主）
- 薄桜鬼 真改 華ノ章（中岡慎太郎）
- 薄桜鬼 遊戯録 隊士達の大宴会（中岡慎太郎）
- ピリオドキューブ 〜鳥籠のアマデウス〜（ザイン）
- グリムノーツ（ファントム、剣王アーサー、カオス・アーサー）
- シノビナイトメア（ヨイチ）
- トリックスター 〜召喚士になりたい〜（イグニス）
- なむあみだ仏っ!（阿弥陀如来）
- 星彼Days（ピュア・おっとり・ツンデレ・お兄ちゃん）
- ボーイフレンド（仮）きらめき☆ノート（一ノ瀬学）
- 夢色キャスト（朱道岳）
- はじめてのノベルゲーム（クォルティッド） - 同人作品

2017年
- 英雄伝説 閃の軌跡 III（ルーファス・アルバレア）
- Code:Realize 〜白銀の奇跡〜（サン・ジェルマン）
- 大正×対称アリス HEADS&TAILS（シンデレラ）
- DIABOLIK LOVERS LOST EDEN（逆巻ライト）
- ネオ アンジェリーク 天使の涙（ベルナール）
- 茜さすセカイでキミと詠う（江戸川乱歩）
- イケメンヴァンパイア◆偉人たちと恋の誘惑（ウィリアム・シェイクスピア）
- イケメン弁護士の甘い束縛（京極広道）
- エンドライド -X fragments-（ラズイール）
- 陰陽師（荒）
- GARM STRUGGLE 〜狂鎖の番狗〜（月成咲耶）
- 君と霧のラビリンス（桃華雪夜）
- 戦刻ナイトブラッド（毛利隆元）
- ディアホライゾン（エドワード、シグ、スカージ）
- ディシディア ファイナルファンタジー オペラオムニア（アーヴァイン・キニアス）
- デュエルエクスマキナ（ロキ、オシリス）
- 天下統一恋の乱 月の章（鳴神恭一郎）
- ドSに恋して（山本やすじ）
- ミラーズクロッシング（騎士レオン）
- モンスターストライク（2017年 - 2025年、ウィル・ターナー、デビルズ・パンク・インフェルノ〈ベルゼブブ〉、魘夢、慶舎、花京院典明）

2018年
- Dance with Devils My Carol（棗坂シキ）
- 名探偵ピカチュウ（ヒロ・モーガン）
- 英雄伝説 閃の軌跡IV -THE END OF SAGA-（ルーファス・アルバレア）
- 天涯ニ舞ウ、粋ナ花（弥島幸介）
- 夢間集（柳葉刀）
- WolfToxic（アーサー・ラングレー）
- 千銃士（現代銃 エフ ）
- パレットパレード（黒田清輝）
- 魔王さまをプロデュース!（ベルゼバブ）
- オンエア!（白雪零）
- メギド72（2018年 - 2023年、アマイモン）
- 妖怪ウォッチ ぷにぷに（コマさん）

2019年
- キングダム ハーツIII（ウィル・ターナー）
- CONCEPTION PLUS 俺の子供を産んでくれ!（ナルシステス）
- DIABOLIK LOVERS CHAOS LINEAGE（ライト）
- ラングリッサー モバイル（ディハルト）
- Borderlands（ローランド）
- ダンキラ!!! - Boys, be DANCING! - （蛇ノ目シキ）
- 最果てのバベル（パエート）
- 妖怪ウォッチ4 ぼくらは同じ空を見上げている / 4++（コマさん）
- ブラックスター -Theater Starless-（カスミ）
- THE KING OF FIGHTERS for GIRLS（ナギ）
- WAR OF THE VISIONS ファイナルファンタジー ブレイブエクスヴィアス 幻影戦争（サーダリー・クルステア）
- ジョジョの奇妙な冒険 ラストサバイバー（花京院典明）

2020年
- 龍が如く7 光と闇の行方（久米颯太）
- ファイアーエムブレム 風花雪月（アルファルド） - DLC追加キャラクター
- ジョジョのピタパタポップ（花京院典明）
- 刀剣乱舞 ONLINE（2020年 - 2024年、古今伝授の太刀）
- 遙かなる時空の中で7（石田三成）
- 北斗の拳 LEGENDS ReVIVE（2020年 - 2024年、ヒョウ）
- 百花繚乱 -パッションワールド（柳生宗朗）
- 英雄伝説 創の軌跡（ツァオ・リー、ルーファス・アルバレア / 《C》）
- キャプテン翼 RISE OF NEW CHAMPIONS（次藤洋）
- Sdorica（巻雲）
- OCTOPATH TRAVELER 大陸の覇者
- アークナイツ（クーリエ）

2021年
- 百鬼異聞録〜妖怪カードバトル〜（荒）
- 共闘ことばRPG コトダマン（魘夢）
- クイズRPG 魔法使いと黒猫のウィズ（サージュ・ソネガン、ヴィナーヤカ）
- パニシング:グレイレイヴン（クロム）
- モンスターハンターストーリーズ2 〜破滅の翼〜（アルマ）
- ファイアーエムブレム ヒーローズ（ペレアス、アルファルド）
- スペードの国のアリス 〜Wonderful White World〜（エース）
- テイルズ オブ アライズ（ミキゥダ）
- 英雄伝説 黎の軌跡（ツァオ・リー）
- 終遠のヴィルシュ -ErroR:salvation-（リュカ・プルースト）
- 鬼滅の刃 ヒノカミ血風譚（魘夢）

2022年
- Dusk Diver 2 崑崙靈動（ヴァンダック、マイク）
- ジョジョの奇妙な冒険 オールスターバトルR（花京院典明）
- Fate/Grand Order（2022年 - 2023年、山南敬助）
- 英雄伝説 黎の軌跡 II -CRIMSON SiN-（ツァオ・リー）
- ゴッド・オブ・ウォー ラグナロク（テュール）
- パズル&ドラゴンズ（花京院典明）

2023年
- 崩壊:スターレイル（サンポ）
- スペードの国のアリス 〜Wonderful Black World〜（エース）
- 終遠のヴィルシュ -EpiC:lycoris-（リュカ・プルースト）
- リバース:1999（APPLe）

2024年
- レスレリアーナのアトリエ 〜忘れられた錬金術と極夜の解放者〜（ワルター・マン）
- ライドカメンズ（ピアス）
- モンソニ!（ベルゼブブ）
- 遊戯王 デュエルリンクス（ドルベ）
- 英雄伝説 界の軌跡 -Farewell, O Zemuria-（ルーファス・アルバレア）
- ライブ・ア・ヒーロー！（ガイセイ）

2025年
- 鬼滅の刃 ヒノカミ血風譚2（魘夢）

### アプリ
2011年
- 添い寝カレシ〜週刊添い寝CD ver.〜（翔）

2012年
- あなたがスマホでのぼせるアプリ「三朝編」（三朝）
- 添い寝カレシ 週刊添い寝CD「翔」ver.（翔）
- ね語男子ライブ壁紙 平川大輔編
- ノベルアプリ『RENT HEAD』（遠矢譲）
- 緋色の欠片 iOS/Android（大蛇卓）
- ボイスアプリ癒守石（曹）
  - 〜朝が苦手な貴女に〜
  - 〜いい夢が見たい貴女に〜
  - 〜今日も頑張った貴女へ〜
  - 〜優しく看病されたい貴女へ〜
  - 〜励まして欲しい貴女へ〜

2013年
- 天部衆に癒されボイス（愛染明王）
  - 8 愛染明王（CV：平川大輔）編
  - 弐〜明王編

- 電子マンガ 雨色ココア（古賀シオン）
- 〔無料ボイスアプリ〕大正吸血異聞（亜蘭朱里）

2014年
- 絵本スタジオ
  - おおかみと七ひきのこやぎ
  - ジャックとまめのつる
  - ふしぎの国のアリス
  - しらゆきひめ

### 吹き替え

#### 担当俳優
オーランド・ブルーム
- 新しい夫婦の見つけ方（ベン）
- アンロック/陰謀のコード（ジャック・オルコット）
- エリザベスタウン（ドリュー・ベイラー）
- カーニバル・ロウ（ファイロ）
- グッド・ドクター 禁断のカルテ（マーティン・ブレイク）
- ケープタウン（ブライアン・エプキン）
- 三銃士/王妃の首飾りとダ・ヴィンチの飛行船（バッキンガム公爵）※テレビ朝日版
- スマート・チェイス（ダニー）
- ディープ･カバー ～即興潜入捜査～（マーロン）
- トロイ（パリス）※劇場公開版、テレビ朝日版
- ブラックホーク・ダウン（ブラックバーン）※テレビ版
- ヘイヴン 堕ちた楽園（シャイ）
- パイレーツ・オブ・カリビアンシリーズ（ウィル・ターナー）
  - パイレーツ・オブ・カリビアン/呪われた海賊たち
  - パイレーツ・オブ・カリビアン/デッドマンズ・チェスト
  - パイレーツ・オブ・カリビアン/ワールド・エンド
  - パイレーツ・オブ・カリビアン/最後の海賊

- ホビット三部作（レゴラス）
  - ホビット 竜に奪われた王国（シリーズ2部）
  - ホビット 決戦のゆくえ（シリーズ3部）

- ロード・オブ・ザ・リング三部作（レゴラス）
  - ロード・オブ・ザ・リング/旅の仲間
  - ロード・オブ・ザ・リング/二つの塔
  - ロード・オブ・ザ・リング/王の帰還

ジェームズ・マカヴォイ
- 終着駅 トルストイ最後の旅（ワレンチン・ブルガコフ）
- ステート・オブ・プレイ〜陰謀の構図〜（ダン・フォスター）
- ダーク・マテリアルズ/黄金の羅針盤（アスリエル卿）

チャン・グンソク
- 美男（イケメン）ですね（ファン・テギョン）
- きみはペット（カン・イノ）
- キレイな男（トッコ・マテ）
- メリは外泊中（カン・ムギョル）
- ラブレイン（ソ・イナ、ソ・ジュン）

テレンス・イン
- コールド・ウォー 香港警察 二つの正義（マン・トウ）
- トゥームレイダー2（ジェン）※DVD版
- 風暴 ファイヤー・ストーム（ゴーフェイ）
- ブラックマスク2-CITY OF MASKS-（デヴィット）
- 香港国際警察/NEW POLICE STORY（ファイアー）

トム・ヒドルストン
- アイ・ソー・ザ・ライト（ハンク・ウィリアムズ）
- カラーで見る夜の世界（ナレーション）
- クリムゾン・ピーク（トーマス・シャープ）
- 「JAGUAR XE」CM（本人）
- ハイ・ライズ（ロバート・ラング）
- マーベル・シネマティック・ユニバース（ロキ）
  - マイティ・ソー
  - アベンジャーズ
  - マイティ・ソー/ダーク・ワールド
  - マイティ・ソー バトルロイヤル
  - アベンジャーズ/インフィニティ・ウォー
  - アベンジャーズ/エンドゲーム
  - ロキ
  - ホワット・イフ...?

- マーベル・スタジオ アッセンブル「ロキの裏側」（本人）

ポール・ダノ
- カウボーイ & エイリアン（パーシー・ダラーハイド）
- スイス・アーミー・マン（ハンク・トンプソン）
- ナイト&デイ（サイモン・フェック）

#### 映画
- 愛の落日（ジョー・チュニー〈ロバート・スタントン〉）
- アナーキスト（サング〈キム・イングォン〉）
- アラクニッド（トボイ〈ロバート・ガブリエル・ビセンチオ〉）
- アラジン（アンダース〈ビリー・マグヌッセン〉[333]）
- アレクサンドリア（シュネシオス〈ルパート・エヴァンス〉）
- アンダーワールド（アダム〈ウェントワース・ミラー〉 他）
- アントマン&ワスプ:クアントマニア
- アンナとロッテ（ブラム）
- イエスタデイ、ワンスモア（スティーブ〈カール・ン〉）
- IT/イット THE END “それ”が見えたら、終わり。（スタンリー・ユリス〈アンディ・ビーン〉[334]）
- いのちの戦場 -アルジェリア1959-（テリアン中尉〈ブノワ・マジメル〉）
- インビンシブル（ポール・ベック〈マイルズ・ポラード〉）
- インファナル・アンフェア 無間笑（ワーディ〈レイモンド・ウォン〉）
- ウィズネイルと僕（僕〈ポール・マッギャン〉）
- ヴィレッジ（フィントン・コイン〈マイケル・ピット〉）
- ウェディング・クラッシャーズ デラックス版（キーア・オドネル〈トッド・クリアリー〉、トラップ）
- ウェディング・テーブル（ウォルター・シンブル〈スティーヴン・マーチャント〉）
- ウォール・ストリート（ジェイコブ・ムーア〈シャイア・ラブーフ〉[335]）
- ウソはホントの恋のはじまり（サム〈ジャスティン・ロング〉）
- 永遠のマリア・カラス（ブレンダン）
- オースティン・パワーズ ゴールドメンバー（若きオースティン〈アーロン・ヒメルスタイン〉）
- OSLO / オスロ（テリエ・ロード＝ラーセン〈アンドリュー・スコット〉[336]）
- オフィスキラー（ブライアン〈エディー・マラバルカ〉）
- 君はONLY ONE（サム〈マイケル・ユイスマン〉）
- KILLERMAN/キラーマン（モー〈リアム・ヘムズワース〉[337]）
- グレイヴ・エンカウンターズ2（アレックス〈リチャード・ハーモン〉）
- グレイテスト・ゲーム（フランシス・ウィメット〈シャイア・ラブーフ〉）
- クローゼット（ギョンフン〈キム・ナムギル〉[338]）
- 食われる家族（ソジン〈キム・ムヨル〉)
- ケイティ
- ゴーストオーシャン（ケイ〈リチャード・ノートン〉）
- コードネーム:ストラットン（カミングス〈トム・フェルトン〉）
- ゴーメンガースト（パーチ、17歳のタイタス）
- サイボーグでも大丈夫（パク・イルスン〈ピ（RAIN）〉）
- ザ・ウォーク（ジャン＝ルイ〈クレマン・シボニー〉）
- ザ・ミラー（イアン〈ポール・エマーソン〉）
- ザ・ライト -エクソシストの真実-（マイケル・コヴァク〈コリン・オドナヒュー〉）
- 霜花店（サンファジョム） 運命、その愛（ハンベク〈イム・ジュファン〉）
- シカゴ7裁判（トム・ヘイデン〈エディ・レッドメイン〉[339]）
- 6TRAP（マーティ〈ライアン・コア〉）
- ジャック・ブル（グレイディ〈ジョン・ペイン〉）
- 呪怨 パンデミック（イーソン〈エディソン・チャン〉）※DVD版
- ジュピター（バレム・アブラサクス〈エディ・レッドメイン〉）
- 処女（フェルナンド〈リベロ・デ・リエンゾ〉）
- ジョンQ -最後の決断-（ミッチ〈ショーン・ハトシー〉）※ソフト版
- 白雪姫（てれすけ[340]）
- 新Mr.ダマー ハリーとロイド、コンビ結成!（ロイド〈デレク・リチャードソン〉）
- 杉原千畝 スギハラチウネ（グッジェ）
- スクリーム4: ネクスト・ジェネレーション（チャーリー・ウォーカー〈ロリー・カルキン〉）
- スリープウォーク（ギャヴィン）
- セレナ（ボビー〈リチャード・コーカ〉）
- ソーラー・ストライク（パイロット）
- ソウ2（ダニエル・マシューズ〈エリック・ナドセン〉）
- 相続人（テレビの声）
- ダーケストアワー 消滅（ベン〈マックス・ミンゲラ〉）
- ターミネーター3（ホセ・バレラ 他）※日本テレビ版
- タイタン（ルイス・エルナンデス博士〈ディエゴ・ボネータ〉）
- タイタンの戦い（エウセビオス〈ニコラス・ホルト〉）※テレビ朝日版
- TIME/タイム（フィリップ・ワイス〈ヴィンセント・カーシーザー〉[341]）※スターチャンネル版
- 太陽の雫（少年のイシュトヴァン）
- T-34 レジェンド・オブ・ウォー（ニコライ・イヴシュキン〈アレクサンドル・ペトロフ〉[342]）
- デスバーガー（フィッシャー・ケント）
- DOA/デッド・オア・アライブ（リュウ・ハヤブサ〈ケイン・コスギ〉）
- デッドコースター ファイナル・デスティネーション2（エバン・ルイス〈デビッド・パートコー〉）※DVD版
- デビル ※日本テレビ版
- ドーン・オブ・ザ・デッド
- トマホーク（リューボ）
- ドラキュラ（ジョナサン・ハーカー〈キアヌ・リーブス〉）※15周年DVD・BD版
- とらわれて夏（成人後のヘンリー・ウィーラー〈トビー・マグワイア〉）
- トレジャー・アイランド（ジム・ホーキンズ〈トビー・レグボ〉）
- トロン: レガシー（サム・フリン〈ギャレット・ヘドランド〉）
- ニュー・ガイ ハイスクール★ウォーズ（コナー〈ロス・パターソン〉 他）
- 人間人形 デッドドヲル（イジー〈クリス・カーミオン〉）
- 人間蟲（ベン〈ブライス・マクローリン〉）
- バーサーカー（ブライアン）
- ハービー/機械じかけのキューピッド（ケヴィン〈ジャスティン・ロング〉）
- パイレーツ・オブ・アトランティス EPISODE:1 〜キャプテン・キッドの財宝〜（ロバート・メイナード海尉〈マーク・アンバース〉）
- パイレーツ・オブ・アトランティス EPISODE:2 〜呪われた島の秘密〜（ロバート・メイナード海尉〈マーク・アンバース〉）
- パニッシュ・ルーム（A・J・カストロ）
- ハムレット（ギルデン・スターン）
- 卑劣な街（キム・ミノ）※DVD版
- ヒューマン・トラフィック 人身売買捜査官
- ビフォア・サンセット（ジャーナリスト）
- ビロウ ※ソフト版
- ファイティングラブ（トンザイの弟のゲイリー）
- ブラックホーク・ダウン（ジェイミー・スミス伍長〈チャーリー・ホフハイマー〉）※DVD版
- +1［プラスワン］ （デヴィッド〈リース・ウェイクフィールド〉）
- 44ミニッツ（ドニー・アンダーソン〈ロン・リビングストン〉）
- 冬のライオン（フィリップ〈ジョナサン・リース＝マイヤーズ〉）
- PROMISE（ウーファン公爵〈ニコラス・ツェー〉）※テレビ朝日版
- ヘラクレス（イオラオス〈リース・リッチー〉[343]）
- ボーダーランズ（ローランド〈ケヴィン・ハート〉[344]）
- 炎の戦線エル・アラメイン（セッラ〈パオロ・ブリグリア〉/ナレーション）
- マーダー・フィルム（ダニエル・ボンジュール）
- マリー・アントワネット（フェルゼン伯爵〈ジェイミー・ドーナン〉）
- ミー・ウィズアウト・ユー（カール〈スティーブ・ジョン・シェパード〉）
- ムービング・ターゲット（ガイ・フォン〈エディソン・チャン〉）
- ムカデ人間（フェラー刑事）
- モンスターアイランド（チェイス）
- 容疑者（サイモン〈アンソン・マウント〉）
- LIGHT IT UP（ジギー〈ロバート・リチャード〉）
- ラストゲーム（ロニー〈ジョン・ウォレス〉）
- ラベンダー
- ラン・アウェイ（イ・ドンヒ〈イ・ビョンホン〉）
- 乱気流/グランド・コントロール（クルーズ〈ロバート・ショーン・レナード〉）※DVD新録版
- リーマン・ジョー!（バスケ少年〈ロス・ターナー〉）
- ルールズ・オブ・アトラクション（ポール・デントン〈イアン・サマーホルダー〉）
- レコニング・デイ（リチャード・イマン〈ジュリアン・ギルビー〉）
- レジェンド・オブ・フォール/果てしなき想い（サミュエル・ラドロー〈ヘンリー・トーマス〉）※BD版
- レディ・ダルタニアン/新・三銃士（ルイ14世）
- ロシアン・ルーレット（ヴィンス・フェロー〈サム・ライリー〉）
- ロストボーイ:ニューブラッド（クリス・エマーソン〈タッド・ヒルゲンブリンク〉）
- ワイルド・トランスポーター 悪女の罠（デビッド〈ドリュー・ファラー〉）※テレビ東京版
- ワンス・アンド・フォーエバー（ジャック・ゲイガン少尉〈クリス・クライン〉）

#### ドラマ
- iCarly（トッター、ルーカス）
- UCアンダーカバー 特殊捜査班 #07（ジミー）
- ALCATRAZ/アルカトラズ #4（キャル・スウィーニー〈エリック・ジョンソン〉）
- ある素敵な日（パク・テウォン〈ユ・ハジュン〉）
- 1%の奇跡（キム・ヒョンジュン〈キム・スンミン〉）
- ER緊急救命室
  - シーズン6 #122（トニー）
  - シーズン7 #137（パトリック）
- 美男〈イケメン〉ですね 〜Fabulous★Boys（ファン・テギョン〈ジロー〉）
- イタズラなKiss
  - 韓国版イタズラなKiss〜Playful Kiss（ペク・スンジョ〈キム・ヒョンジュン〉）
  - 台湾版イタズラなKiss〜惡作劇之吻〜（入江直樹〈ジョセフ・チェン〉）
  - 台湾版イタズラなKiss〜惡作劇2吻〜（入江直樹〈ジョセフ・チェン〉）
- ヴァンパイア・ダイアリーズ シーズン6、ファイナルシーズン（カイ・パーカー〈クリス・ウッド〉）
- ヴェロニカ・マーズ シーズン3（ピズ〈クリス・ローウェル〉）
- エイリアス シーズン4 #78（セザール・マルティネス）
- NCIS:LA 〜極秘潜入捜査班 シーズン2 #11（ランス・タルボット〈デヴィッド・ホフリン〉）
- NCIS 〜ネイビー犯罪捜査班 シーズン2 #10（レーン / ビリー）※Dlife版
- Xカンパニー 戦火のスパイたち（アルフレッド・グレイヴス〈ジャック・ラスキー〉）
- オリバー・ツイスト #02, #04
- 彼女はホログラム・スター（ラスコー〈リッキー・ウルマン〉）
- グッド・オーメンズ（ニュートン・パルシファー〈ジャック・ホワイトホール〉）
- クリスマスに雪は降るの?（チャ・ガンジン〈コ・ス〉）※テレビ東京版
- クリミナル・マインド7 FBI行動分析課 #7（トラヴィス・ジェームズ〈アレックス・ウィード〉）
- コールドケース 迷宮事件簿
  - シーズン1 #9（ジェイムズ）
  - シーズン2 #38（コリン）
- 恋するインターン（ウィル・コリンズ〈ジャスティン・ハートリー〉）
- 荒野のピンカートン探偵社（ケンジ・ハラダ〈DEAN FUJIOKA〉）
- コウラン伝 始皇帝の母（嬴異人〈マオ・ズージュン〉[345]）
- サード・ウォッチ6 NY事件ファイル（ダンテ）
- 最高の愛〜恋はドゥグンドゥグン〜
- 殺人を無罪にする方法（コナー・ウォルシュ〈ジャック・ファラヒー〉）
- ザ・ロイヤルズ（リアム王子〈ウィリアム・モーズリー〉[346]）
- サンクチュアリ（ウィル・ジンマーマン〈ロビン・ダン〉）
- サンドゥ、学校へ行こう!（チャンホ先生 他）
- 情熱のシーラ（イグナシオ〈ラウール・アレバロ〉）
- CSI:5 科学捜査班 #21（アダム・トレント〈ジェームズ・バッジ・デール〉）
- CSI:ニューヨーク
  - シーズン3 #15,#62（トーマス・ブライトン）
  - シーズン4 #14（セス）
- CSI:マイアミ3（ジャスティン）
- シークレット・アイドル ハンナ・モンタナ シーズン2
- The O.C.（ザック・スティーブンス〈マイケル・キャシディ〉）
- シグナル/時空を超えた捜査線 （ダニエル・ローレンス）
- ジャックと豆の木〜あなたの知らない物語〜
- 新入社員 〜Super Rookie〜（スンジェ）
- スーパーナチュラル シーズン4 #12
- 蒼穹の昴（光緒帝〈張博〉）
- ターミネーター:サラ・コナー クロニクルズ シーズン2 #11
- ダッドナップ パパ誘拐計画（トリップ・ズーム）
- 突然!サバイバル（エリック〈ジェレミー・キスナー〉）
- トワイライト・ゾーン（2002年） 「父の帰還」（トレース〈ペン・バッジリー〉）
- トワイライト・ゾーン（2020年） シーズン2 #9 「トライ」 （マーク・ウィーラー〈トファー・グレイス〉）
- NIP/TUCK マイアミ整形外科医 シーズン4 #52（コナー・マクナマラ）
- チャームド2〜魔女3姉妹 #35
- 推奴（あの方〈パク・キウン〉）
- デスパレートな妻たち8 #2（ケビン）
- トゥルー・コーリング（ハリソン・デイビーズ〈ショーン・リーブス〉）
- ナイトメア〜血塗られた秘密〜（ドリアン・グレイ〈リーヴ・カーニー〉）
- ニキータ シーズン3 #61, #62
- 22世紀ファミリー 〜フィルにおまかせ〜（フィル〈リッキー・ウルマン〉）
- PERSON of INTEREST 犯罪予知ユニット シーズン3 #6, #22（ジェイソン・グリーンフィールド〈マイケル・エスパー〉）
- パダムパダム 〜彼と彼女の心拍音〜（イ・グクス〈キム・ボム〉）
- 花ざかりの君たちへ〜花様少年少女〜（芦屋静稀〈リン・ジュンジエ〉）
- 花より男子〜Boys Over Flowers（西門総二郎の兄〈イム・ジュファン〉）
- 犯罪捜査官 ネイビーファイル3（ジェイソン・タイナー海軍一等兵曹〈チャック・キャリントン〉）
- ふたりはお年ごろ #09（送受信ボイス）
- ペク・ドンス（ヨ・ウン〈ユ・スンホ〉）
- ホーキング（スティーヴン・ホーキング〈ベネディクト・カンバーバッチ〉） ※ディスカバリーチャンネル版
- ボードウォーク・エンパイア 欲望の街 シーズン3 #4（ローランド・スミス〈ニック・ロビンソン〉）
- ポセイドン（キム・ソヌ〈チェ・シウォン〉）
- ホットゾーン（ピーター・ジャーリング〈トファー・グレイス〉[347]）
- 戦神〜MARS〜（桐島牧生〈ショーン・アン〉）
- ミス・マープル3 復讐の女神（ハーズ〈リー・イングルビー〉）
- ユーフォリア/EUPHORIA（タイラー〈ルーカス・ゲイジ〉[348]）
- ライ・トゥ・ミー 嘘は真実を語る シーズン2 #11（マーティン・ウォーカー〈ジェイソン・ドーリング〉）
- Loving You（イ・ミン〈イ・ドンウク〉）
- レオナルド 〜知られざる天才の肖像〜（サルタレッリ〈キット・クラーク〉[349]）
- LAW & ORDER:性犯罪特捜班 シーズン1 #21（エヴァン）
- 私はケイトリン シーズン2 #34
- 私はラブ・リーガル シーズン6 #8（ドリュー・プレスコット〈コリー・ソレンソン〉）
- One Tree Hill シーズン1-4（ネイサン〈ジェームズ・ラファティ〉）

#### アニメ
- 最後の召喚師 -The Last Summoner-（ファンシン[350][351]）
- スター・ウォーズ: ビジョンズ（ヘン・ジン）
- トランスフォーマー アドベンチャー -マイクロンの章-（スタースクリーム[352]）
- バイオハザード デスアイランド（ウィリアム[353]）
- バットマン（ウィリー 他）
- フランケンウィニー（エドワード・フランケンシュタイン）
- ペッパピッグ（ナレーション）※きんだーてれび版
- マスターオブスキル For the GLORY（殷雄[354]）
- ロキとバートたちの大乱闘（ロキ）
- ワンダフルデイズ（モヒカンの男）

### 特撮
- 仮面ライダーセイバー（2020年、ピラニアメギドの声[355]）
- 機界戦隊ゼンカイジャー（2022年、コタツワルドの声[356]）

### 人形劇
- Thunderbolt Fantasy 東離劍遊紀（丹衡[357]）

### 実写

#### テレビ番組
※はインターネット配信。
- シャカリキック!平川大輔と頑張るフレッシュ（2011年8月26日 - 2012年8月24日、BBstationチャンネル※）
- ひらかわんち（2016年4月11日 - 、ニコニコチャンネル※）
- 平川大輔出没注意（2016年7月14日 - 2017年7月27日、アニメイトチャンネル※）
- オトメイトチャンネル（2017年4月25日 - 、ニコニコチャンネル※）2代目パーソナリティ
- 平川大輔の休みの日って何するの？（2017年8月10日 - 2018年2月15日、アニメイトチャンネル※）

#### 映像商品
- S.S.D.S.
  - S.S.D.S. 2011 秋もたっぷり診察会
  - S.S.D.S. 2012 とことん診察会4
  - 第17回診察会S.S.D.S.歌謡祭
- Original Entertainment Paradise
  - Original Entertainment Paradise“おれパラ”2009 LIVE DVD
  - Original Entertainment Paradise 2011 〜常・照・継・光〜 LIVE DVD
  - Original Entertainment Paradise 2012 PARADISE@GoGo!! 東京両国国技館
- オトメイト
  - オトメイトパーティー♪ in メルパルクホール Live DVD
  - オトメイトパーティー♪2009 - 2013、2015 - 2017
- QuinRose
  - QuinRose MIX. 〜2008.May〜 イベントDVD
  - QuinRose MIX. 〜2009.February〜 イベントDVD
- 劇団K-Show 8th.PRODUCE 演劇DVD 快刀乱麻を断つころに
- 劇団クロジ第12回公演「ヒルコ」DVD
- JAPAN 乙女♥Festival
- JAPAN 乙女♥Festival2
- ジョジョの奇妙な冒険スターダストクルセイダースWalk Like Crusaders イベントDVD
- Saint Beast 六周年記念感謝祭 ビデオレター
- 下野紘のおもてなシーモ!
- 下野紘の目覚めしもの Vol.2
- 人狼バトル〜人狼VS勇者〜
- 人狼バトル lies and the truth 2018 OCTOBER〜人狼VS侍〜
- Dance with Devils スペシャルコンサート カーテン・コール
- 刻の男組 TARO FESTIVAL 2011
- 浪川大輔のヤバい!たのしくなってきちゃった! vol.2
- ネオロマンスシリーズ
  - ネオロマンス♥フェスタ9 - 11
  - ネオロマンス♥アラモード2 - 4
  - ネオロマンス♥ライブ 2006 Autumn
  - ネオロマンス♥ライブ 2008 Summer
  - ネオロマンス♥ライブ 2009 Summer
  - ネオロマンス♥ライヴ 2011 Autumn
  - ネオロマンス♥ライヴ ROCKET★PUNCH!4
  - ネオロマンス♥フェスタ アンジェ舞踏会
  - ネオロマンス♥フェスタ ネオ アンジェリーク 大陸祭典（アルカディア・カーニバル）
  - ネオロマンス♥15th アニバーサリー
  - ネオロマンス♥20th アニバーサリー
  - ネオロマンス スターライト♥クリスマス
  - ネオロマンス スターライト♥クリスマス2010・2012
  - ネオロマンス♥イベント 10 YEARS LOVE
  - ネオ アンジェリーク Special 大陸祭日（アルカディア・ホリディ）
- 花-HANA- LIVE DVD ダイジェスト版
- 春空・そよ風・オトメイロ D.C. Girl's Symphony Pocket 君と過ごす休日
- ビーズログTV 恋愛番長・三学期 放課後（お兄ちゃん番長）
- 平川大輔的 いつも大変お世話になっております。
- Free!-Eternal Summer- 岩鳶・鮫柄 合同文化祭
- ホタエナッ!!〜Who Killed Ryoma?〜
- 朗読劇 風-KAZE- LIVE DVD ダイジェスト版
- 朗読劇 まおゆう魔王勇者 人間宣言〜名もなき少女が 魂の解放を叫ぶ〜
- 遊佐浩二の明るい家族計画Vol.2
- 宵夜森ノ姫 待宵月の円舞曲
- Code:Realize Fantastic Party!

特典・付録DVD
- 神様はじめました◎スペシャルイベント・ミカゲ社例大祭極選映像DVD
- 巌窟王 1、5、7、9巻 DVD映像特典
- きみスタ〜きみとスタディ〜公式ビジュアルファンブック 付録DVD
- QuinRose MIX. 〜2008.May〜
  - イベントパンフレット トークDVD
  - イベントDVDメーカー通販特典 トーク&ドラマDVD
- B's-LOG 2006年5月号 付録DVD「VOICE OF PRINCE」コーナー
- ヒイロノカケラ 新玉依姫伝承 限定版 キャスト座談会DVD
- 緋色の欠片DS 限定版特典 デジタルデータDVD
- ネオ アンジェリーク -Second Age- 1 Limited Edition 特典DVD
- ネオ アンジェリーク Abyss -Second Age- 3 Limited Edition 特典DVD

### 舞台
- 劇団クロジ第12回公演「ヒルコ」（2013年10月2日 - 6日）Wキャスト
- 劇団クロジ第15回公演「きんとと」（2016年8月24日 - 28日）
- 劇団K-Show 12th PRODUCE「快刀乱麻を断つ頃に」客演（2011年1月26日 - 2月2日）
- 劇団ヘロヘロQカムパニー 第26回公演「ホタエナッ!!〜Who Killed Ryoma?〜」（2011年12月14日 - 18日）Wキャスト
- 劇団ヘロヘロQカムパニー「立て！マジンガーZ!!」（2022年12月3日、こくみん共済 coop ホール／スペース・ゼロ） - 日替わりゲスト[358]

### ラジオ
※はインターネット配信。
- ラブレボ!!（ラジオ大阪）
- ラブレボ! レボリューション!（ラジオ大阪）
- Cyber Boys City（サイバーフェイズ※）
- JUNK!BOYS放送局（2006年 - 2007年、WEBラジオ※）
- シュガービーンズ放送局（2007年 - 2008年、シュガービーンズ公式サイト※）
- 智一&璐美のラジオ腐りかけ!（ラジ友※、コーナーパーソナリティ）
- BOYS至上主義（2007年、studio774※）
- ラジオの国のアリス 〜Wonderful Wonder Radio〜（2007年 - 2008年、アニメイトTV※）
- ネオ アンジェリーク Abyss 〜陽だまり邸へようこそ〜（2008年、ランティスウェブラジオ※）
- リピート・アフター・ミー?（2009年、WEBラジオ※）
- 平川大輔の放送事故3秒前（2009年 - 2013年、声優グランプリV内携帯ラジオ※）
- アニ・コン RADIO VOICEきゃらびぃ（2010年、アニメイトTV※）
- 月刊ガルスタラジオ（2012年 - 2013年、ニコニコ生放送※）
- 平川大輔と一緒に学ぶアニ店特急!（2012年、アニメイトTV※）
- サンラジオ・レジデンス（2013年、アニメイトTV※）
- サンラジオ・レジデンス リターンズ（2015年、アニメイトTV※）
- 平川大輔のおやすみフルールラジオ（2014年 - 2015年、フルール公式サイト※）
- 平川大輔・武内駿輔のキミキリ☆ラジオ（2017年、音泉※）[359]
- 平川大輔・杉山紀彰のいい旅妄想気分（2017年 - ※）

### ラジオドラマ
- ラジオドラマ ご愁傷さま二ノ宮くん（2006年6月25日 - 2006年7月23日、全5回、月村美樹彦役）
- ラジオドラマ 伝説の勇者の伝説（2006年9月3日 - 2006年10月8日、全6回）
- ラジオドラマ 押井守シアター ケルベロス鋼鉄の猟犬（文化放送：2007年3月8日act.07バグラチオンvol.02 「撤退」 - 2007年3月28日act.08メーメルvol.02「殲滅」（最終回）、シュバイニ伍長役）
- ラジオドラマ 楽園のうた（月島彰）
- WEBラジオ ドラマCD ひなたの狼 -新選組綺談- 販促宣伝ラジオ番組（全5回）

### デジタルコミック
- 狐に嫁入り（2022年、ハク、妖）[360]
- 真実の愛を見つけたと言われて婚約破棄されたので、復縁を迫られても今さらもう遅いです!（2023年、カルロ[361]）
- BACK STAGE!!（2023年、相楽玲）[362]

### CD

#### ドラマCD
- 愛の獣よ、神の掟に背いて禁断の果実を貪れ〜貴女を誘う愛欲の囁き〜（神九条春樹）
- 赤毛のアン（ナレーション）
- あなたがお風呂でのぼせるCD〜温泉擬人化コレクションフルドラマ〜DOKI☆DOKI温泉ツアー 前編/後編（三朝）
- アニメイト・コンシェルジュ シリーズ（美尾蓮）
  - アニメイト・コンシェルジュ Voice Section I（アニメイトカードポイント交換景品）
  - アニメイト・コンシェルジュ MINI Voice Section I 特訓編（2009年夏のAVまつり景品）
  - アニメイト・コンシェルジュ MINI Voice Section II 休息編（ポイント交換景品）
  - アニメイト・コンシェルジュ MINI Voice Section III 試験編（2009年冬のAVまつり景品）
  - アニメイト・コンシェルジュ MINI Voice Section IV 入れ替わり編（ポイント交換景品）
- 甘やかな花の血族〜水色ブーケ（高塚千早）
- 雨色ココア-Rainy Memories-（古賀シオン）
- 妖しのセレス ドラマCD 天女の歌声 The Heavenly Voice（部下）
- アラバーナの海賊たち 幕開けは嵐とともに（シャルマ）
- アルティマ ブラッド 甘噛みだけじゃ半人前〜成り立てヴァンパイアは戦士志願〜（ユーリ・アダモフ[363]）
- Under the Moon ドラマCD 「Love Letters」（商人）
- いかさま博覧亭 1 - 3（榊）
- いきなり同棲シリーズ 癒しの妖精セラピア Vol.3（スマートフォン）
- イケメン☆アルバム Club AIR GRACE編（高貴）
- いじわる My Master ドラマCD 「いつか巡り合うために」（城崎焔 / フランツ）
  - いじわる My Master フランツキャラクターソング&ミニドラマ（城崎焔 / フランツ）
- イタズラなKiss シリーズ（入江直樹）
  - イタズラなKiss 第1章 -卒業編-[364]
  - イタズラなKiss 第2章 -プロポーズ編-[364]
- 陰陽生修行奇譚シリーズ 陰陽菖蒲神社 おみくじCD 第三巻 〜江波由耶が怖がった話〜（土御門宗克）
- Vie Durant シリーズ（弑）
  - Vie Durant 4 Prince Noir -avant-
  - Vie Durant 5 Prince Noir -apres-
- 詠う! 平安京（小野小町）
- うたドラマ どうして君を好きになってしまったんだろう?（上月裕也）
- うわさの翠くん!! 二人の王子とハダカ姫の復讐!!（巣鴨薫）
- 永遠の野原 第二巻 野沢ひとみストーリー（来々軒の店員/男）
  - 永遠の野原 第三巻 田中真理子ストーリー（店長）
- 英雄伝説 零の軌跡 第4章〜忍び寄る叡智〜（ツァオ）
- 英雄になりたい!（ネフィリム）
- S.S.D.S. 愛の生劇アワー THE☆LIVE（三条光孝）
- SSG〜名門男子校血風録〜（春日龍之介[365]）※コミックス第1巻ドラマCD付き特装版
- Eternal Legend 〜継承の系譜〜 上巻・中巻（グリフィス）
- 王子はただいま出稼ぎ中〜知力体力時の運勝ち抜きバトルロイヤル〜（ジスカール）
- 王子様のプロポーズ（ゼン執事）
- オオカミ君ち。（大神灰守[366]）
- オズと秘密の愛（ハルト[367]）
- オジサマ専科Vol.15 I love Hospital〜恋のノールックパス〜〜（浦和由規）
- オズと秘密の愛 最後の扉（ハルト）
- お天気戦隊ハウウェザーシリーズ（ユキ）
  - お天気戦隊ハウウェザー
  - お天気戦隊ハウウェザー2
  - お天気戦隊ハウウェザー〜晴のち雨のち曇のち雪のち雷〜
  - お天気戦隊ハウウェザー〜夏休みだよ!全員集合!〜
  - お天気戦隊ハウウェザー〜お正月だよ!番組改編orz〜
  - お天気戦隊ハウウェザー（爆）
  - お天気戦隊ハウウェザー〜湯煙ドッキリ大作戦!〜
  - お天気戦隊ハウウェザー〜お天気チュー意報発令チュー!!〜
  - お天気戦隊ハウウェザー〜お正月!KT-2大作戦!〜
  - お天気戦隊ハウウェザー〜時を駆けるヒーロー〜
- おとぎ銃士 赤ずきん ドラマ&サウンドトラック 第1 - 3章（ヘンゼル）
- 乙女的恋革命★ラブレボ!! シリーズ（お兄ちゃん〈鷹士〉）
  - 乙女的恋革命★ラブレボ!! 〜Second Stage〜
  - 乙女的恋革命★ラブレボ!! GO!GO! お見舞い大作戦
- 俺たちのステップ STEP-2 〜俺たち、もう笑うしかないだろう!〜（マリオ・ベルリッチ）
- 終わりのクロニクル ドラマCD（佐山・御言）
- カクテルストーリーズ〜眠れぬ夜に〜
- カーニヴァル シリーズ（燭）
  - カーニヴァル リノル
  - カーニヴァル ヴィント
  - カーニヴァル 煙の館
  - カーニヴァル クロノメイ
  - カーニヴァル それぞれの時
  - カーニヴァル 二人の與儀
- カレイドイヴ ウェディングCD Vol.3（月島紘一郎）
- GANRNET CRADLE ドラマCD「Precious Holidays!!」（櫻沢輝一郎）
- がーるず★パラダイス・逆ハーレムパーティー2（椿木智也）
- かりん（吉村茂）
- 巌窟王 audio drama 異形の貴公子（フランツ・デピネー）
- KI-FOMM 第1巻（千國寛治）
- 君と僕。 あきらとこーちゃん編&陽だまり幼稚園編（委員長）
- キミとWonder★Kiss! ドラマCD 〜ようこそ!愛と幻想のワンダーランドへ!〜（ユウマ〈倉敷悠馬〉）
- 君は僕の虜なれ（朽名義経）
- キャンディポップナイトメア（上原蓮[368]）
- キューカンバー×サンドイッチ（御門彰）
- 鏡花あやかし秘帖シリーズ（泉鏡花）
  - 人魚の真珠
  - 幽冥の館
  - 永遠の美酒
- 境界線上のホライゾン ドラマCD 境界線上のホライゾンHR（ノリキ、ネンジ）
- 禁断☆放課後の恋人2〜ふたりのレッスン〜（響冬馬）
- クラノア シリーズ（澤木千尋）
  - クラノア Hello Again
  - クラノア yesterday once more
  - クラノア another girl
  - クラノア 覚醒未満 the second volume それは僕らのカタルシス
  - クラノア Blow up
  - クラノア close to you
  - クラノア〜cry no more,smile for me
- クリセニアン夢語り -エル・デオの眠れる王に-（エル・デオの皇子）
- QuinRoseMIX. 〜2008.May〜（エース）
  - Daytime Version
  - Night Version
- クローバーの国のアリス（エース）
  - ドラマCD 第2巻 忘却の森のアリス
  - ドラマCD 第3巻 魔法の森のアリス
- ケンガンアシュラ（ガオラン・ウォンサワット）※第0巻ドラマCD付特別版
- 幻獣降臨譚（シェナン）
- 5時から9時まで 第11巻 とろける絶頂VOICE♥ドラマCD付き限定版（星川高嶺）
- Code：Realize 〜創世の姫君〜 ドラマCD ロンドンLOVEストーリー 〜お義父さんと呼ばないで〜（サン・ジェルマン）
- 恋するレッスンシリーズ（梨本史哉）
  - 梨本史哉のプラチナレッスン
  - 桜沢光世のキラキラレッスン
- 恋のそうさは逆ハーレム〜多賀探偵事務所の一日。〜（瀬尾崇）
- 鋼殻のレギオス（カリアン・ロス）
- 氷の魔物の物語(ケイン)
- 5時から9時まで（星川高嶺[369]）※単行本第11・12巻限定版付属ドラマCD
- ご愁傷さま二ノ宮くん（月村美樹彦）
- 小鳩町から散弾銃 第1・2巻（エスターシェレス・フォン・クレイアド）
- 困った時には星に聞け!（麻生夏樹）
  - 困った時には星に聞け! -本当の友達何人いる?-（麻生夏樹）
- サウンド・ストーリー グランディーク 完全版（門兵）
- 殺彼-サツカレ-（望月浩太郎）
- 三国志LOVERS ドラマCD1 蜀編（劉備）
- 執事様のお気に入り 1 - 4（仙堂征貴）
  - 執事様のお気に入り 21巻 ドラマCD付き初回限定版
- 執事たちの恋愛事情 〜とっておきのラクジュアリーバカンス〜（樫原侑人）
- 少年王女第1・2巻（オリヴィエ）
- しろくまカフェ アニメイト限定版 cafe.12 オリジナルドラマCD ペンギンカフェ（ジェンツーペンギン）
- 十三支演義 〜偃月三国伝〜 ドラマCD The Sweetheart of Three Kingdom 〜深夜城の宴〜（袁紹）
- 獣神空想御伽草子 第二巻（ネコ）
- 召喚士マリア（ナレーション）
- JINKI:EXTEND ドラマCD Vol.1・2（川本宏）
- 新説・こころ（私）
- 神父と悪魔 シリーズ（オフィエル）
  - 神父と悪魔 カープト・レーギスの吸血鬼
  - 神父と悪魔 銀の森の人狼
  - 神父と悪魔 硝子の迷宮の夢魔
  - 神父と悪魔 煉獄の大悪魔
- 新釈 鏡花あやかし秘帖 シリーズ（泉鏡花）
  - 新釈 鏡花あやかし秘帖 人魚の真珠
  - 新釈 鏡花あやかし秘帖 幽冥の館
- School Days オリジナルドラマCD Vol.1・2（伊藤誠）
- Starry☆Sky シリーズ（青空颯斗）
  - 星座彼氏シリーズ Starry☆Sky 〜Virgo〜（乙女座）
  - 星座旦那シリーズ Starry☆Sky 〜Virgo&Libra〜
  - Starry☆Sky 〜in Winter〜
  - Starry☆Sky 〜After Winter〜
  - Starry☆Sky 〜in Winter〜星的大掃除浪漫譚
  - Starry☆Sky 〜in sweet season〜
  - Starry☆Sky 〜13constellation〜
  - Starry☆Sky 〜sweet graduation〜
- Starry☆Sky 〜Zodiacsing〜 シリーズ
  - Tears of the Polestar
  - The presence of fellow
  - Zodiac sign
- スタミュ ファーストドラマCD ☆☆永遠★STAGE☆☆（柊翼）
  - スタミュ セカンドドラマCD
  - スタミュ メランコリーBOX
- スノーダンス☆ショパン（クラレット・ワーズワース）
- セイント・ビースト シリーズ（ガブリエル）
  - セイント・ビースト 恩讐の章〜聖獣封印〜 第3巻
  - セイント・ビースト エンジェルクロニクルズ1 覚醒〜めざめ〜
  - セイント・ビースト エンジェルクロニクルズ2 彷徨〜さまよい〜
- SOUND DRAMA 絶対調律士NoAH 第一楽章・第二楽章（直野遠也）
- 葬儀屋リドル（アンセム）
- DAISUKE! シリーズ（黒川ダイスケ）
  - DAISUKE! 〜冬の有明で出会ったキミへ〜
  - DAISUKE! 〜聖なるバレンタインと、キミだけのボクら〜
  - DAISUKE! 〜戦慄のバースデー!リベンジに来たアイツ〜
  - DAISUKE! 〜有明のお土産と、ちょっとアレなボクら〜
  - DAISUKE! Winter Lover 〜忘れられないキミと、雪の彼方へ〜
- チェックメイト（白の戦士）
- 超空転神トランセイザー（コーラル）
- ちょこッとSister シリーズ（川越はるま）
  - あんちょこ1冊目（Under Chocottosister File.ONE）
  - あんちょこ2冊目（Under Chocottosister File.TWO）
  - あんちょこ3冊目（Under Chocottosister File.THREE）
  - あんちょこ4冊目（Under Chocottosister File.FOUR）
- つくものがたり ドラマCD 野郎がたり（奥原佳人）
- DIABOLIK LOVERS シリーズ（逆巻ライト）
  - DIABOLIK LOVERS ドS吸血CD Vol.4 ライト編
  - DIABOLIK LOVERS Blood & LoveSweet
  - DIABOLIK LOVERS ドS吸血CD VERSUS2 ライトVSスバル
  - DIABOLIK LOVERS ドS吸血CD MORE,BLOOD Vol.7 ライト編[370]
  - DIABOLIK LOVERS ドS吸血CD VERSUSⅡ Vol.1 アヤトVSライト[371]
  - DIABOLIK LOVERS DARK FATE Vol.2 上弦の章[372]
  - DIABOLIK LOVERS ドS吸血CD BLOODY BOUQUET Vol.10 ライト編[373]
  - DIABOLIK LOVERS ドS吸血CD VERSUSⅢ Vol.2 ライトVSシン[374]
  - DIABOLIK LOVERS LOST EDEN Vol.1 逆巻編[375]
  - DIABOLIK LOVERS CHAOS LINEAGE Vol.2 VIOLET編[376]
  - DIABOLIK LOVERS Para-Selene Vol.5 逆巻ライト編[377]
  - DIABOLIK LOVERS ドS吸血CD VERSUSⅣ Vol.6 ライトVSユーマ[378]
  - DIABOLIK LOVERS ZERO Floor.11 逆巻ライト CV.平川大輔[379]
  - DIABOLIK LOVERS MORE, MORE BLOOD Vol.11 逆巻ライト CV.平川大輔[380]
  - DIABOLIK LOVERS DAYLIGHT Vol.6 逆巻ライト CV.平川大輔[381]
- 天才ファミリー・カンパニー 1・2（夏木勝幸）
- 天使×悪魔 2ndシーズン ドラマCD 2（ラファエル）
- 電車男 Vol.1（電車男）
- 伝説の勇者の伝説（シオン・アスタール）
- 天は赤い河のほとり サウンドシアター8（シュバス弓兵隊長）
- 東京騎士王国 シリーズ（ファム・ファウ教授/レオニード）
  - 東京騎士王国
  - 東京騎士王国2 〜ホーリー・バラード〜
  - 東京騎士王国3 〜スウィート・ガーデン〜
- 「刻の男組（ときのスーパーヒーロー）」第2弾「ヘタレメ☆浦島太郎」（浦島太郎）
- ドットカレシ-We're 8bit Lovers!- II 〜てんくうのキス〜（ナイト）
- 殿といっしょ 1・2（明智光秀、山本勘市）
- なかよし公園 1・2（土利井トオル）
- なないろDREAMS 虹色町の奇跡 ドラマアルバム（友人〈男〉、駅アナウンス、アナウンサー、店員）
- ネオ アンジェリーク シリーズ（ベルナール）
  - ネオ アンジェリーク 〜Silent Doll〜
  - ネオ アンジェリーク 〜Sunshine Melody〜
  - ネオ アンジェリーク 〜Romantic Gift〜
  - ネオ アンジェリーク 〜たそがれの騎士〜
  - ネオ アンジェリーク 〜あかつきの天使〜
  - ネオ アンジェリーク Abyss バラエティーCD vol.1 アルカディア パラダイス
  - ネオ アンジェリーク Abyss バラエティーCD Vol.2 アルカディア パラダイス2
  - ネオ アンジェリーク Special 〜silver tone〜
  - ネオロマンス♥トリリオン Aromatic Autumn
  - ネオロマンス♥トリリオン Wonder Winter
- ねこきっさ（勇者、老人）
- NOBU シリーズ
  - NOBU（明智）
  - HIDE（光秀）
  - YASU（???）
  - NOBU学園（光秀）
  - NOBU学園 〜二限目〜（光秀）
- 薄桜鬼 シリーズ（中岡慎太郎）
  - 裏語薄桜鬼 〜暁の調べ〜 立待月騒動
  - 薄桜鬼 真改 ドラマCD 〜珍客逗留始末〜
- ハートの国のアリス（エース）
  - ラジオ抜粋&ドラマCD vol.1-4
- 這いよれ! ニャル子さん（ニャル夫兄さん）
- 伯爵と博士の血液型的運命論 -新装版-（博士〈ヴィクトル〉）
- はじめての甲子園（校長先生）
- Happy☆Magic! 〜ハピ☆マジ!〜（日向紺）
  - Happy☆Magic! ラブ×2デートCD 日向紺
- 破天荒遊戯 ドラマCD 第1巻 断罪の緋き花よ咲け（イルロン・セイチェン、オルティン・ネイザン）
- 速水奨プロデュースCD vol.3 「Shuffle 高校生のタイムトラベル -新選組編-」（沖田総司）
- ぱにぽに ドラマCD Vol.3 〜修学旅行密着24時!〜編（アナウンス）
  - ぱにぽに ドラマCD セカンドシーズン Vol.3〜愛と青春の演劇祭!〜編（高瀬和也）
- パパムパ（グラジオラス）
- ハンサム落語〜華語り〜（志狼）
- PAPUWA ようこそパプワ島へ!（ミヤギ）
- PEACE MAKER 鐵 弐・四・五・六（伊東甲子太郎）
- 緋色の欠片 シリーズ（大蛇卓）
  - Dramatic CD Collection 緋色の欠片 壱・弐
  - 緋色の欠片 ドラマCD 〜桜花の蛍〜
  - 緋色の欠片 ドラマCD「魔術師に捧げる手記」
  - オトメイトCD BOOK 蒼黒の楔 緋色の欠片3 外伝
  - Dramatic CD Collection 蒼黒の楔 緋色の欠片3
  - 緋色の欠片 十周年記念 ドラマCD 〜典薬寮の忘れ物〜
- ヒイロノカケラ 新玉依姫伝承 ドラマCD 【諏訪プロデュース・守護者育成計画】（大蛇凌）
- ビーンズ王国 ドラマCD 秘密のロイヤル・プリンス（ルーサー）
- 棺担ぎのクロ。〜懐中旅話〜 ドラマCD（グスタフ）
- ひなたの狼〜新選組綺談〜 1・2（土方歳三）
- 緋の纏（銀次）※コミックス第10巻限定版[382]
- humANdroid〜マイカノセンゲン!〜 Vol.2 TypeM（眞壁理）
- 平川大輔デビュー20周年記念ドラマCD「20DH」
- ファンタズム（黒堂一馬（所長）
- プリンス・オブ・ストライド オーディオドラマシリーズ Be My Steady（黛静馬）
- 封殺鬼 鵺子ドリ鳴イタ 5 文庫付属CD（武見志郎）
- BROTHERS CONFLICT シリーズ（朝日奈右京）
  - BROTHERS CONFLICT キャラクターCD (6) with 光&右京
  - BROTHERS CONFLICT ドラマCD 兄弟（おれ）たちの日常
  - BROTHERS CONFLICT 13Bros.MTG
  - BROTHERS CONFLICT キャラクターCD 2ndシリーズ 6 with 右京&要
- Free! ドラマCD 岩鳶高校水泳部 活動日誌1・2（竜ヶ崎怜[383]）
- Free! ドラマCD 岩鳶・鮫柄水泳部 合同活動日誌1・2（竜ヶ崎怜）
- FULL SCORE シリーズ（兵藤勉）
  - FULL SCORE 02 -side Classic-
  - FULL SCORE 04 -Mixture-
  - FULL SCORE the 2nd season 01 - 03
- ボーイフレンド（仮）キャラクターCDシリーズ vol.3 一ノ瀬学＆真山恭一郎＆若桜郁人（一ノ瀬学）
- 放課後colorful＊step〜Track club〜（一貴一[384]）
- 方言恋愛 第3巻（押見圭吾）
- 方言男子★寮生活はグルメパーティ!（越後）
- ボーグル（徳永清志）
- ポーの一族 エドガーとアラン篇（マチアス[385]）
- ぼく、オタリーマン。（森山くん）
- ボクラノキセキ（ユージン）※コミックス第7・8・9・11・13・15巻限定版付属CD
- ボクラノキセキ ドラマCD付き単行本 ぼくらの前世考察（ユージン）
- 星色のおくりもの シリーズ（鳴滝宗哉）
  - 星色のおくりもの キャラクターソング&ドラマCD 〜鳴滝誠悟〜
  - 星色のおくりもの キャラクターソング&ドラマCD 〜明戸紳〜
  - 星色のおくりもの キャラクターソング&ドラマCD 〜鳴滝宗哉〜
  - 星色のおくりもの キャラクターソング&ドラマCD 〜稲船隆志〜
- ポワソンダヴリル -magie-（チンピラ）
- マーベラス・ツインズ（小魚児）
- まおゆう魔王勇者（冬の王子）
- ドラマCD マフィアな★ダーリン（森島太一）
- MANSHIN荘シークレットサービス シリーズ（加田屋宰）
  - MANSHIN荘シークレットサービス Karte.1
  - MANSHIN荘シークレットサービス アンソロジー
  - MANSHIN荘シークレットサービス Karte.2 恐怖! 廃病院に突入せよ!
  - MANSHIN荘シークレットサービス Karte.3 スクール×スクランブル! 星ノ森学園に潜入せよ!
- 無法地帯〜放し飼い動物園〜（鴬谷、プレーリードッグ）
- 名作文学（笑）VSシリーズ ラビットVSタートルズ（カメ）
- ヤングガン・カルナバル VOL.2 〜ブラッドダイヤモンド・プリンセス〜（伊勢幸也）
- やさしい竜の殺し方（傭兵）
- ヤンデレ天国（ヘブン）〜真誠学園付属病院編〜（隆明）
- 落語CDドラマ其ノ貮〜浜野矩随（金兵衛、新吉、松五郎、若狭屋甚兵衛）
- LOVE★DON!!★QUIXOTE Vol.6（ロイ先輩[386]）
- LOVE STAGE!! ドラマCD 「SUMMER STAGE!!」（相楽玲）
- ラブプレゼンター（平塚京助）
- ラブ☆レシピ〜変なエッセンス〜（御堂彩斗）
- Landreaallシリーズ（竜胆・濤）
  - Landreaall
  - Landreaall 2 アカデミー七不思議
  - Landreaall 3 アカデミー芸術祭
  - Landreaall -ミュージアム・バルへようこそ-
  - Landreaall ドラマCD付き単行本 女神のクッキー・クエスト
  - Landreaall ※コミックス第27巻ドラマCD&小冊子付き特装版
- らんらんコミックドラマCD（王〈ワン〉）
- LIP ON MY PRINCE VOL.5 ノリオ 〜なまめかしい闇のKISS〜（伴紀男[387]）
  - MOTTO♥LIP ON MY PRINCE VOL.4 ノリオ 〜つやめく闇のKISS〜（伴紀男[388]）
- RE:BORN〜仮面の男とリボンの騎士〜（ナイロン[389]）※コミックス第1巻ドラマCD同梱版
- 瑠璃の風に花は流れる シリーズ（朱根王）
  - 瑠璃の風に花は流れる 第1巻 黒の王太子
  - 瑠璃の風に花は流れる 第2巻 紫都の貴公子
- 奈落の城 一柳和、2度目の受難　ドラマCD 一柳和、混迷の序章（アルノルト・フォン・ルロイ）

#### 朗読・シチュエーションCD
- I LOVE PET!! Vol.7 シェパード（壮介）
- あいのことば その5 [平川大輔]
- 愛のポエム付き言葉攻めCD Vol.3 貴族探偵のおしおき事件簿
- あなたがお風呂でのぼせるCD〜温泉擬人化コレクション〜第3弾「三朝編」（三朝）
- あなたがお風呂でのぼせるCD〜温泉擬人化コレクション〜混浴編〜第3弾「三朝＆湯原」（三朝）
- あなたを密室で取り調べCD 第3弾 〜鑑識課 凪本秋久編〜（凪本秋久）
- あぶな絵、あぶり声〜tribute〜
- アロマな彼氏 vol.4 ティーツリー（柳正親）
- Escort Voice CD 代々木学（代々木学）
- 初心カレ 堅物サラリーマン 〜一樹編〜（五十嵐一樹）
- エスエムタウン 第2弾 〜白衣の教師 妹尾崇彦&守村通 編〜（妹尾崇彦・守村通）
- おじさまファクトリー Vol.1〜3つのアラベスク〜（先輩〈白石宗司〉）
- 俺にする?僕にする? 〜おやすみ中に究極の選択!?〜（清人）
- 陰陽生修行奇譚シリーズ 陰陽菖蒲神社 おみくじCD（土御門宗克）
- 葛藤CD〜天使と悪魔のささやき合戦〜第二巻・雨の一日編（天使&悪魔 他）
- カフェ キュイエール Premier souvenirs III 〜樹&響平〜（咲久間樹）
- 壁ドン! SONG♪ シリーズ3rd そのカレ、伊波蒼秀（イナミソウエイ）（伊波蒼秀）
- カレと一緒におふとんでイチャイチャごろごろするCD〜Evening〜（紘世）
- かれぺっと キャラクターCD「鬼畜・草食・年上」
- 感応時間7 〜春の賛歌と神隠しの岩屋〜
- 官能昔話6 〜戦国恋絵巻〜（細川忠興）
- KISS×KISS collections Vol.19「おにいちゃんキス」（石川雄紀）
- 大正黒華族 第六章 アレン（魅島アレン）
- クリミナーレ！シリーズ （ネロ[390]）（公式YouTubeチャンネル「Rejet Archive」で第1作目公開中）
  - カレと48時間逃亡するCD「クリミナーレ！」 Vol.5 ネロ CV.平川大輔[391]
  - カレと48時間潜伏するCD「クリミナーレ！F」 Vol.5 ネロ CV.平川大輔
  - カレと48時間で脱出するCD「クリミナーレ！X」 Vol.8 ネロ CV.平川大輔
  - カレらと24時間生き抜くCD「クリミナーレ！DUELLO」 Vol.4 ネロ＆カラ CV.平川大輔＆CV.下野 紘
  - カレらと24時間で真実を暴くCD「クリミナーレ！R」 Vol.3 テンペスタ＆ネロ CV.森川智之＆CV.平川大輔
  - カレと48時間を駆け抜けるCD「クリミナーレ！T」 Vol.5 ネロ CV.平川大輔
- 月刊男前図鑑 王子様編 黒盤（飛鳥王子様）
- 月刊男前図鑑 スポーツ編 白盤（剣道）
- 恋してキャバ嬢 vol.3（朝倉龍之介）
- 恋するサリエル -死神のお泊り-
- 心あたたまる物語 Vol.5（〜家族編〜「母は微笑む」）
- 心あたたまる物語外伝 その3（「理想の母」）
- シチュエーションCD vol.7　尽くされたいっ
- シチュエーションボイスCD 放課後は俺の傍に〜雪白学園のゆかいな人々〜（柳涼司朗）
- 週刊添い寝CD Vol.1 翔（翔）
- 新撰組比翼録 勿忘草 第弐巻（伊東甲子太郎）
- 新撰組暁風録 勿忘草 第拾巻（伊東甲子太郎）
- Story of 365 days〜chapter.DIA（ダイヤのジャック）
- Story of 365 days〜floriography chapter.DIA（ダイヤのジャック）
- ゼロの使い魔F 妄想CD4 才人&ギーシュ&ジュリオ（ジュリオ）
- 続・取愛兄弟 vol.2（藤木陸・藤木連）
- 大正吸血異聞（亜蘭朱里）
- Double Score 〜Narcissus〜：斎賀琉衣&聖夜（斎賀琉衣・聖夜）
- Double Score 〜quarrel×love〜 斎賀琉衣の場合（斎賀琉衣）
- Double Score 〜quarrel×love〜 聖夜の場合（聖夜）
- Dance with Devils-EverSweet- vol.4（棗坂シキ）
- 旦那カタログ Vol.1 今月の特集：強引な旦那様VS優しい旦那様（優男旦那・神戸人志）
- 超接近型 ささやき密着CD3〜バーテンダー・九津木ミツルのカクテルレシピ〜（九津木ミツル）
- 天部衆に癒されCD 第八巻〜明王 愛染明王編〜（愛染明王）
- 逃暴者〜リョウ編〜（リョウ）
- 月夜叉 紅  如月の巻（龍馬）
- どっちの彼が好きですか? Vol.3（篠村泉・森朋章）
- 七怪家族 第一巻 聚一郎（聚一郎）
- なでなでCD Vol.5 お兄ちゃんがよしよし（玲一）
- ナビカレ! 〜わたしをむかえにきて〜
- ね語男子 其の六
- ね語男子 其の十六
- ネオロマンス・シチュエーションCD Vol.1 兄編 〜白兄/黒兄〜（ベルナール）
- 幕末志士物語〜佐幕・開国編〜（「徳川慶喜物語」）
- 幕末志士物語外伝〜14の土佐&佐幕・開国編〜（「徳川慶喜物語外伝」）
- honeybee 羊でおやすみシリーズ Vol.10 「僕が数えてもいいの?」
- Honeymoon vol.1（花森優人）
- パラダイスo'ウィスパー Vol.6 ルゥ
- 独り占めシリーズ 病院の一室で……〜医師 周防一朋編〜（周防一朋）
- ピリオドキューブ Quest5 ザイン（ザイン）
- FRESH KISS 100％ 4th Twinkle アオバ（高尾アオバ）
- Private Tactics CASE 3 クリス（クリス）
- 並行世界と箱庭の部屋 vol.1（辻清人・辻清一）
- 方言恋愛 第3巻
- 抱擁CD「ぎゅっとして。」 vol.1 芹沢司（芹沢司）
- 僕に決めた！ 清人のテリトリー。
- My Sweet Hubby vol.2 桐島 裕一郎（桐島裕一郎[392]）
- ミツバチ声薬 『フロスキン』（川名）
- LOVE×EXERCISE vol.2〜あなたのダイエットをアメとムチで指導するCD〜（神楽総一郎）
- Love on Ride〜通勤彼氏 Vol.4 黒澤玲人（黒澤玲人）
- RUNLIMIT -CASE4 -柴 景斗-（柴 景斗）
- 癒守石02（曹）
- 和奇伝愛 〜弐ノ巻 赤翅〜（赤翅）
- 和奇伝愛 「巫ノ物語 前編　〜生々世々〜」（赤翅）
- 和奇伝愛 「巫ノ物語 後編　〜不昧不落〜」（赤翅）
- 和奇伝愛 永恋詩 〜萬ノ刻〜（赤翅）
- 幽幻ロマンチカ 第伍の謎 狗神 トネリ（トネリ）
- 幽幻ロマンチカ 有頂天 第七の謎 狗神 トネリ（トネリ）
- 幽幻ロマンチカ 真骨頂 第弐の噂 化け猫 アラハギ・狗神 トネリ（トネリ）

#### BLCD
- 憂鬱な朝 1・2・3・4・5・6（桂木智之）
- 愛かもしれない ―山田ユギバンブーセレクションCD2―（鈴木）
- 愛してる（相葉晴友）
- 愛に血迷え!（栗平敏孝）
- 愛の巣へ落ちろ!（兜甲作）
  - 愛の裁きを受けろ!
  - 愛の罠にはまれ!
- I♡歌舞伎町（東昭[393]）
- あかないとびら（立花）
- あなたと恋におちたい（佐竹和彦）
- 兄貴上等（親戚）
- 甘くて熱くて息もできない1・2・3（春川直樹）
- 彩おとこ〜兄弟篇〜（深見鷹次）
- 有栖川家の花嫁（神尾）
- アンバサダーは夜に囁く（ボワイエ）
- YES IT'S ME（東間）
- いとしの猫っ毛（北原千冬）
  - いとしの猫っ毛 2
- 犬とおまわりさん。（柳田深美）
- 犬恋シリーズ（今井頼友）
  - 犬も歩けば恋をする
  - 犬も走って恋をする
  - 犬は夢見て恋をする
- 美しいひと（白川智哉）
- 海ニ眠ル花（慎太郎）
- YEBISUセレブリティーズシリーズ（東城雪嗣）
- 王子様☆ゲーム（李蓮）
- 男の妊娠（旦那・慧悟）（JUNK!BOY 2013年なつやすみ号 付録CD付録）
- オトナ経験値（丸井）
  - コイビト基準値（コミックdrap応募者全員サービスドラマCD）
- オヤジがタンスに入るとき（蔵本眞澄）
- オルタナ（竹尾啓祐）
- 課外授業（朝倉）
- 学園エンペラー〜愛してみやがれ!!（獅子帝王）
- 風花（常盤脩一）
- 片翅蝶々（速水一佳）
- カテキョ! 1・2・3（墨染楓）
- カテドラルな恋（海人）
  - カテドラルな束縛
- かわいいかくれんぼ（田中先生）※「ルチル」隔月刊化2周年記念 録り下ろしオリジナルドラマCD
- 可愛い下僕の育て方（久津見麗）
- 桔梗庵の花盗人と貴族（芦名宗篤）
- 危険な保健医カウンセラー（中野悟志）
- 鬼絆 この陰りある哭のままに（小塊月哉）
- きみがいるなら世界の果てでも（野迫川）
- きみのハートに効くサプリ（加島透）
- 吸血鬼と愉快な仲間たち 1・2（アルベルト・アーヴィング）
- 吸血鬼には向いてる職業（野迫川）
- 妓楼の軍人（藍芙輝）
- 兄弟限定! BROTHER×BROTHER 1・2（園岡総一郎）
- 偽装恋愛のススメ（葦原麻貴）
- クロネコ彼氏の愛し方（ユージン）
  - クロネコ彼氏のあふれ方
- 黒い愛情（伏見智紀）
- 月下美人2 月夜に舞い降りた天使（速水祐哉）
- 元気あげたいっっ!〜Be☆Yell〜（門倉秀一郎）
- コイトモ！？（墨染楓）
- 恋が始まるケモノ耳（清水蓮）
- 恋の雫（高瀬玲司）
- 恋の呪文（三原智）
- 恋するペシミスト（佐々岡雪哉）
- 恋する暴君（ヒロト）
- 恋の心に黒い羽（二神）
- 恋の花 1・2（朝比奈諒）
- 交渉人 シリーズ（芽吹章）
  - 交渉人は黙らない
  - 交渉人は疑わない
- 公僕の恋（吉本光）
- 傲慢で一途な欲望（篠宮朝季）
  - 傲慢で残酷な純情
- 凍る灼熱（高嶋成樹）
  - 凍る灼熱II
  - 凍る灼熱・番外編・紳士協定
  - 凍る灼熱・スペシャルCDブック全員サービス
- 極道 シリーズ（榎田弘哉）
  - 極道はスーツがお好き
  - 極道はスーツを引き裂く
  - 仕立屋も極道がお好き 非売品 ※雄飛AZ NOVELS 春のオレ様攻フェア応募者全員サービス
  - 極道はスーツに刻印する
- ココロサワイデ（平沢孝輔）
- ご主人様と犬 1・2（浅田千晴）
- 個人教授（永江俊一）
- 言ノ葉ノ世界（藤野幸孝）
- 子供はなんでも知っている（二本木達也）
- 困った時には星に聞け!（麻生夏樹、医者）
- こんな男は愛される（梶祥吾）
  - 愛の言葉も知らないで
- サウダージ 前後編（ロベルト・ブランカ・セラーノ）
- 3軒隣の遠い人（岸本利光）
- 三百年の恋の果て（緋耀）
- ショパン シリーズ（クラレット・ワーズワース）
  - 仔猫のワルツ
  - スターライト・ショパン
  - チェリーナイトショパン
  - ビーチサイドショパン
  - スノーダンス☆ショパン
- しのぶこころは（男子学生）
- G線上の猫2（成川佐紀）
- 支配者の恋（東堂桂一）
  - 誘惑者の恋（東堂桂一）
- 社長のおじかん。（永澤睦己）
- JUNK!BOYS（佐久間司）
  - JUNK!BOYS〜シンデレラを探せ!〜
- 私立翔瑛学園男子高等部 倉科先生の受難（浅野貴志）
- じれったい口唇（谷口聖）
  - まなざしの誘惑
- 蛇淫の血（円城凪斗）
- 純情 1・2（戸崎圭祐）
  - 純情〜接点〜（Daria2009年8月号特別付録CD）
  - 純情2〜Sweety Start〜 ※「Daria」2010年8月号特別付録ミニドラマCD
  - 不測ノ恋情
- STRAY・SHEEP ストレイシープ（橘清治）
- セクハラブラザーズ（谷川すぐる）
- 素直じゃないけど（幸村壱[394]）
- Spirits Tea（香山恭平）
- スレイヴァーズ・ラヴァ 前編（津久井）
- SEX PISTOLS 2（藤原しろ）
- 世界一初恋〜羽鳥×千秋編〜（高屋敷玲二）
- 是 -ZE- シリーズ（氷見）
  - 是 -ZE- 2 玄間＆氷見篇
  - 是 -ZE- 3 守夜＆隆成篇
  - 是 -ZE- 〜雉も鳴かずば撃たれまい。〜 ※「Dear+」2008年12月号付録
  - 是 -ZE- 〜夜を守る〜 ※「Dear+」2010年5月号付録
  - 是 -ZE- 〜春も宵宵〜 ※是-ZE-ファンブック付録
  - 是 -ZE- 〜睦言は明けてもなほ〜 ※志水ゆき15thコンプリート全員サービスプレミアムドラマCD
  - 是 -ZE- 〜FINAL〜
- 絶対 シリーズ（諏訪内真二）
  - 好きこそ恋の絶対
  - 君こそ僕の絶対
  - 愛こそ明日の絶対
- 全寮制櫻林館学院〜ロマネスク〜（羽倉穂高）
- そして、ひらく扉（間処慎吾）
- その声が僕を動かす（尾崎哲也）
  - その声が僕を焦がす
- 空に響くは竜の歌声（シュレイ）
- DARLING（小野田、ディアス）
  - LOVE LOVE afternoon（放送の声）※「ダリア」2007年12月号付録ミニドラマCD
- 堕罪（吉川）
- 黄昏に花（小田原保徳）
- 玉響（立花寅一[395]）
- 月宿る（最上直弥）
- 罪作りな君 -against LOVE-（弓槻巳則）
- 罪な復讐（長谷川佳治）
- ドアをノックするのは誰?（最首頼久）
- 東京野蛮人（鬼島）
- 咎狗の血 ANOTHER STORY〜RIN（カズイ）
- 特別レッスンは真夜中に（三条凪人）
- 年下彼氏の恋愛管理癖1・2・3（小野塚理）
- トラブルメイカー 1・2（榊健一）
- ドラマティックな恋愛契約（桜岡幸次）
- ドロップアウト 甘い爪痕（能瀬修哉）
- 囚われの楽園で王子と（鳴海陸）
- 2乗な恋の駆け引き（優人、カイト）
  - 3乗な恋の駆け引き ※BE・BOY GOLD12月号全員サービスCD
- 肉食獣のテーブルマナー（岸田・大河内 [二役]）
- ぬるくなるまで待って（順平）
- 濡れトロ3P大人のオモチャのモニター（朝比奈慎）
- はきだめと鶴（澄川螢）
- バカな犬ほど可愛くて（成瀬聡）
- 花降楼シリーズ（綺蝶）
  - 君も知らない邪恋の果てに
  - 愛で痴れる夜の純情
  - 愛で痴れる夜の純情 番外編 ※2007年小説花丸春の号応募者全員サービス
  - 愛で痴れる夜の純情 前夜 ※2010年小説花丸冬の号付録
  - 夜の帳、儚き柔肌
  - 婀娜めく華、手折られる罪
  - 華園を遠く離れて 〜弄花〜
  - 華園を遠く離れて 〜恋路&溺愛〜
  - 媚笑の閨に侍る夜
  - 愛しき爪の綾なす濡れごと
  - 花降楼番外編「緋襦袢の下の秘密」
- 花嫁くん（艸田慎二）
- 花嫁 シリーズ（西園寺海王）
  - 花嫁を手に入れろ!!〜南の島プロポーズ大作戦〜
  - 花嫁はいじっぱり〜王子様のプロポーズ大作戦〜
  - 花嫁にくびったけ〜王子様の変身大作戦〜
- ハピネス（流水純司）
- 薔薇ノ木ニ薔薇ノ花咲ク〜水川抱月ノ事件簿（橘省吾）
- B級グルメ倶楽部（吉野英介）
- ビッグガンを持つ男〜朝な夕なに乱されて〜（ロバート＝キャノン）
  - ビッグガンを持つ男〜薔薇の鎖で縛めて〜
- VIP シリーズ（宮原肇）
  - VIP
  - VIP -棘-
  - VIP -蠱惑-
- ひとり占めセオリー（西岡）
- ひと目会ったら恋に花（櫻井）
- 美貌の挑発（津田山郁斗）
- 酷くしないで（担任）
- ピヨたん〜ハウスキーパーはCuteな探偵〜（山崎充範）
- ファインダー シリーズ
  - ファインダーの標的（中国人A、洪の部下）
  - ファインダーの隻翼（コウ）
- 不機嫌彼氏のなだめ方（ユージン[396]）
- 舞踏会の手帖（解良公紀）
- 不夜城のダンディズム（佐加井俊宏）
- Black or White（ヤス）
- ブラザーズ 1・2（渡辺ワタル）
- プリーズ・ミスター・ポリスマン!（六条成湫）
- 暴君のカジョーな愛情（遠山真琴）
- 僕の恋の話・ヒメゴト（瑞江竜児）
- 魔王 シリーズ（ミカ）
  - ホンキの恋罪
  - シアワセの誘惑
- 身代わり王子の純愛（ムライ次官）
- ミス・キャスト06 取材拒否（中山太一）
- みちづれポリシー（西岡）
- 蜜と十字架（ルーク）
- ムーンリット・ハンティング（須麻）
- メガネばくだん（瀬乃）
- メールボーイ（黒田俊生）
  - メールボーイ2 前途は多難
- MOMO♥CAN II 〜桃缶2〜（司書）
- 優しくて棘があるSWEET〜蜜月は調教からはじまる〜（桔梗）
  - 優しくて棘があるDANGER〜愛はすべてを奪い合う〜（後藤信之介）
- 闇を切り裂く白銀（西宮紅蓮）
- ヤンデレ天国（ヘブン）BL 〜真誠学園男子寮編〜（名張雅人）
- 有罪（吉川、運転手）
  - 贖罪
- 誘惑のデカメロン〜千と一夜の愛に溺れて〜（第2話：間処慎吾、第4話：室井治樹）
- 唯我独尊な男（隠岐利一）
  - 唯我独尊な男 Extra
- 夢見る星座（夢見る星座：久世、されど美しき日々：委員長）
- 夢を見るヒマもない（森下功）
- 楽園のうた 第1・2巻（月島彰）
- Lovin'you（岩村将）
- LOVE SEEKER 1 - 3（樋口）
  - 龍川和トスペシャルセット ※コミックdrap応募者全員サービス
- ラブ&トラスト（スピーチ）
- 理想の恋人（小坂義巳）
- Little Romance（克巳）
- リピート・アフター・ミー?（今井敦）
- リロード（国居荘介）
- 凛 -RIN-!（小早川大和）
- レッスン シリーズ（麻生史人）
  - スウィート・レッスン
  - シークレット・レッスン
  - ラヴァーズ・レッスン
- 恋愛のセオリー（長谷川賢悟）
- 恋愛DAYS〜ひとつ屋根の下〜（乃木沢帝互）
- 私とあなたの馴染みの関係（タカシ）

#### ラジオ・トークCD
- いかさま博覧亭ラジオ瓦版
- DJCD おまひま☆HR（ゲスト）
- クラノア放送委員会 ラジオCD Vol.2（ゲスト）
- 月刊ガルスタラジオ 秘密の袋とじ 秘密の♥取り合いCD
- 月刊ガルスタラジオ 秘密の袋とじ もっと秘密の♥♥取り合いCD
- 恋するヒーローラジオ vol.3
- 近藤隆のももんがあッCD 平川大輔の号
- CBC, Rush Out II !! 〜Viva La Fiesta〜LIVE CD ダイジェスト版
- ジョジョの奇妙な冒険スターダストクルセイダースオラオラジオ!Vol.0・Vol.4（ゲスト）
- DJCD Starry☆Sky 〜星月学園新聞部〜 第1巻（ゲスト）
- ネオ アンジェリーク Abyss 〜陽だまり邸へようこそ〜 ラジオCD vol.1「First Gift」
- ネオ アンジェリーク Abyss 〜陽だまり邸へようこそ〜 ラジオCD vol.2「Second Gift」
- ラジオCD 緋色の欠片〜紅陵学院放送室〜 真弘と珠紀、ときどき謎
- 緋色の欠片〜紅陵学院放送室〜 真弘と珠紀、保護者に卓
- 平川・下野が2人で一緒に頑張っちゃうよ!DJCD〜アニ・コンRadio VOICEきゃらびぃin大阪〜
- 平川・下野がお届け!アニ店特急スペシャルラン
- 平川・下野のアニ店特急スペシャルプロジェクト 2012夏
- Free! ラジオCD イワトビちゃんねる vol.2（ゲスト）
- Free! ラジオCD イワトビちゃんねるES Vol.1・2（ゲスト）
- BROTHERS CONFLICT WEBラジオ DJCD サンラジオ・レジデンス vol.1-2
- BROTHERS CONFLICT WEBラジオ DJCD サンラジオ・レジデンス　リターンズ
- 鬼灯の冷徹 WEBラジオ 「ひとにきびしく」 DJCD
- モモっとトーク2・ハラハラCD
- モモっとトーク・スペシャルCD1
- モモっとトーークCD 平川大輔盤
- Radio Girl's Symphony 〜君へ贈るラブレター〜（ゲスト）
- ラジオの国のアリス〜Wonderful Wonder Radio〜 DJCD 第1-3巻（エース）
- ラブレボ!! 〜乙女的恋革命★ラジオCD 1-6
- ラブレボ!!レボリューション!!★ラジオCD 1、3-6

### ボイスオーバー
- TBS ズバリ言うわよ! 2007年5月29日放送分（オーランド・ブルームの吹き替え）
- TBS 水トク! 「空飛ぶ貴公子ピーター・マービー衝撃第3弾! ヨーロッパNo.1マジシャン超奇跡連発SP!」 2007年6月6日放送分（ピーター・マービーの吹き替え）
- テレビ朝日 「知って見て得する情報バラエティ シルシルミシルさんデー特盛版 3時間SP」2013年8月25日放送分
- クワイアボーイズ シリーズ（ギャレス・マローン）
  - NHK教育 地球ドラマチック クワイアボーイズ カッコ悪くて歌えるか! 前後編
  - BS1 地球ドラマチック クワイアボーイズ 完全版 全4本
  - BS1 BS世界のドキュメンタリー シリーズ クワイア ボーイズ 特別編 再訪 ランカスター校
- サウスオキシー合唱団 シリーズ（ギャレス・マローン）
  - NHK教育 地球ドラマチック 町中みんなで合唱団!〜イギリス涙と笑いの猛特訓〜 前後編
  - NHK教育 地球ドラマチック 町中みんなで合唱団!〜大聖堂への道〜
  - NHK教育 地球ドラマチック 町中みんなで合唱団!〜最後の大舞台〜
  - BS1 BS世界のドキュメンタリー シリーズ 合唱団（クワイア）を作ろう
  - 響け 町の歌声 第1回 晴れの舞台は商店街
  - 響け 町の歌声 第2回 コロシアムで心をひとつに
  - 響け 町の歌声 第3回 ラテン語に挑戦
  - 響け 町の歌声 第4回 合唱団（クワイア）はわれらの誇り
- シリーズ 音楽のチカラ（ギャレス・マローン）
  - ギャレス先生 ユース・オペラに挑戦! 第1回 目標は名門劇場
  - ギャレス先生 ユース・オペラに挑戦! 第2回 猛特訓の日々
  - ギャレス先生 ユース・オペラに挑戦! 第3回 いよいよ夢の舞台へ
- BS1  BS世界のドキュメンタリー ギャレス・マローンと軍人妻合唱団!（ギャレス・マローン）
- NHK教育 地球ドラマチック「あなたがどこにいても〜アフガン派遣兵士の妻たちは歌う〜」（ギャレス・マローン）
- BS1 BS世界のドキュメンタリー シリーズ ギャレス・マローンの職場で歌おう！（ギャレス・マローン）
  - 第1回 ルイシャム病院合唱団
  - 第2回 ロイヤルメール合唱団
  - 第3回 マンチェスター空港合唱団
  - 第4回 セバーン・トレント水道会社合唱団
  - 第5回 いよいよ真剣勝負
  - 最終回 決戦 最高のハーモニーをめざして
- NHK Eテレ 地球ドラマチック 野生動物レスキュー最前線 第1回「決断」
- NHK教育 地球ドラマチック「火星着陸大作戦〜探査機フェニックスにかけた夢」（クリス・ルウィキー）
- BS1 サッカー界の光と影
- BBC地球伝説ワイルドウェザー地球の気象
- BS1 汗と涙と拍手の全米チアリーダー奮闘記
- BS1 世界のドキュメンタリー 欧米が見た中国「ドイツ買いの現場では」（劉国恒 他）
- LaLaTV 輝けるブランドたち〜その成功の秘密〜スワロフスキー（スワロフスキー）
- マーサ・スチュワート・リビング（マーク・モローン）
- WOWOW プロジェクト・ランウェイ3
- Dlife ジェイミー＆ジミー フード・ファイト・クラブ （オーランド・ブルーム）

### ナレーション
- ディスカバリーチャンネル「なるほど百科テレビ」「なるほど百科テレビ2」
- ナショナルジオグラフィックチャンネル 宇宙から見る地球の脅威
- ナショナルジオグラフィックチャンネル 「ザ・潜入!」ロード・オブ・ザ・リング・オン・ステージ
- フジテレビ系列 土曜プレミアム「絶体絶命クライシス 〜その瞬間 命は救われた!〜」
- WOWOW 最新シネマジャック「チキン・リトル」
- WOWOW まだ間に合う! 韓国ドラマ「エア・シティ」チェ・ジウ来日密着スペシャル!
- TBS系列「ジェラシーの女王」

### CM
- アバンビーズ（わかもと製薬）
- ウィークリーマンション東京
- クールミスティファン（宝島社）
- マリモ
- ひんやりジェル 爽快シート（宝島社）
- 政府広報〜違法な金融業者にご用心
- 政府広報〜防災：住宅の耐震化の重要性
- 「ハイ・ライズ」日本版劇場予告編
  - 「ハイ・ライズ」劇場マナーCM
- 氷河戦士ガイスラッガー コンプリートDVD
- 「ぼくらの」DVD第一巻
- ラジオCM 「KENWOOD」
- 「烈車戦隊トッキュウジャーVSキョウリュウジャー THE MOVIE」Blu-ray&DVD
- JAGUAR
  - JAGUAR XF
  - JAGUAR XJ
  - JAGUAR F-PACE vs. 錦織 圭
- 神様☆ダーリン4＆神様☆ハニー
- アクアクララホールディングスCM
- ディズニープラス 「ワンダヴィジョン」CMナレーション
- 「ソー:ラブ&サンダー」30秒予告[397]
- 「ブラック・ウィドウ」CM[398]

### 同人ゲーム
- ハヴァナクシア（2021年、ザッグ）

### その他

#### 実写映画
- ジャージの二人 - 声の出演

#### ビデオパッケージ
- 日産学園京都自動車工業専門学校/接客の基本

#### DVD
- AnimiX DVD ファインダーの標的（コウ）
- ComicsDeluxe ダッシュ!（秋本）
- ComicsDeluxe 極上の恋人 1（須田良海）
- デジコミ special DVD 「僕の初恋をキミに捧ぐ」（鈴谷律）※『少女コミック』2008年12号 - 14号応募者全員サービス
- ムービーコミックDVD PEACE MAKER 鐵 油小路篇ANiMiX ver.（伊東甲子太郎）

#### 書籍
- 平川大輔オンリーブック ひらづめ-平川大輔のいっそ試せばいいじゃない！-
- 平川大輔ふぉとあるばむ「いとをかし」
- 平川大輔オンリーブック「ひらづめ 2ひら目」

#### 連載
- 電撃Girl'sStyle「平川大輔のいっそ試せばいいじゃない！」

#### 動画コンテンツ
- ボイレピ♪ 朝ごはん #17 平川大輔さんの声で作る「コロンビアのミルクスープ チャングア」（2021年）[399]
- ハイドライバーズ（2022年 - 、樋口忠[400]）

#### パチスロ・パチンコ
- CR百花繚乱 サムライガールズ（柳生宗朗）
- パチスロ百花繚乱 サムライガールズ（柳生宗朗）
- CR イタズラなKiss（入江直樹）
- CR 美男ですね（ファン・テギョン）
- ぱちんこ いくさの子（時期未定、今川義元[401]）

#### プラネタリウム
- 王子と!恋するプラネタリウム（如月透、北とぴあ6階プラネタリウムホール、2013年1月19日、2月2日、3日[402] 【リバイバル上映】2014年3月1日、2日）

#### アトラクション
- タイタンMAX「むねキュン執事コースター」（執事の小倉さん、スペースワールド：2015年7月18日 - 2015年9月23日[403]）
- タイタンMAX「イケメンボイスコースター 夏祭りデートver」（執事の小倉さん、スペースワールド：2016年7月23日 - 2016年9月19日[404]）

#### 音声ガイド
- ヴェルサイユ宮殿《監修》 マリー・アントワネット展（フェルセン・語りほか 六本木ヒルズ森タワー52階・森アーツセンターギャラリー：2016年10月25日 - 2017年2月26日[405]）
- あやしい絵展 東京国立近代美術館 3月23日（火） - 5月16日（日）、大阪歴史博物館 7月3日（土） - 8月15日（日）

#### 家電製品
- モンデールヘッドスパプラスiD1260　声優モデル限定バージョン 平川大輔ver（株式会社ヴァルテックス：2011年）
- 声優オリジナルパソコン「Type:YOU」 TYPE20 平川大輔モデル（SmashCore：2014年）

## ディスコグラフィ

### シングル
|     | 発売日         | タイトル   | 規格品番   | オリコン最高位 |
| --- | -------------- | ---------- | ---------- | -------------- |
| 1st | 2012年12月21日 | Identity + | LACM-14041 | 43位           |
| 2nd | 2013年4月3日   | Identity - | LACM-14067 | 45位           |

### ミニアルバム
|     | 発売日         | タイトル       | 規格品番   | オリコン最高位 |
| --- | -------------- | -------------- | ---------- | -------------- |
| 1st | 2009年6月4日   | ヒカリノトビラ | LACA-5918  | 39位           |
| 2nd | 2011年11月30日 | dice           | LACA-15162 | 46位           |

### キャラクターソング
| 発売日   | 商品名                                                                                             | 歌 | 楽曲                                                         | 備考                                                             |
| 2006年   | 2006年                                                                                             | 2006年 | 2006年                                                       | 2006年                                                           |
| -------- | -------------------------------------------------------------------------------------------------- | --- | ------------------------------------------------------------ | ---------------------------------------------------------------- |
| 5月24日  | ネオ アンジェリーク〜My First Lady〜                                                               | ベルナール（平川大輔） | 「HAPPY DATE」                                               |                                                                  |
| 11月8日  | 乙女的恋革命★ラブレボ!!キャラクターソング4                                                         | お兄ちゃん（鷹士）（平川大輔） | 「はじまりの空」                                             |                                                                  |
| 2007年   | | |                                                              |                                                                  |
| 2月28日  | ネオ アンジェリーク〜Romantic Gift〜                                                               | ジェイド（小野坂昌也）&ベルナール（平川大輔） | 「Dear My Princess」                                         |                                                                  |
| 5月18日  | ハートの国のアリス〜Wonderful Wonder World〜 イメージアルバム Eternal Alice 〜エターナル・アリス〜 | エース（平川大輔） | 「Reminiscences -Alt Lyrics-」                               |                                                                  |
| 7月27日  | 緋色の欠片 キャラクターソングシリーズ vol.3「大蛇卓&犬戒慎司」                                     | 大蛇卓（平川大輔）&犬戒慎司（下和田裕貴） | 「Do The Best」 「Gentle Moonlight」                         |                                                                  |
| 12月5日  | ネオロマンス♥トリリオン Wonder Winter                                                              | ベルナール（平川大輔） | 「雪降る街のCeremony」                                       |                                                                  |
| 2008年   | | |                                                              |                                                                  |
| 2月6日   | ネオ アンジェリーク〜あかつきの天使〜                                                              | ベルナール（平川大輔） | 「Farewell Smile」                                           |                                                                  |
| 3月19日  | マーベラス・ツインズ                                                                               | 小魚児（平川大輔） | 「whisper wind〜運命の呼び声〜」                             |                                                                  |
| 5月16日  | クローバーの国のアリス 〜Wonderful Wonder World〜 Alice in deep forest 〜深い森の国のアリス〜      | エース（平川大輔） | 「Bubble」                                                   |                                                                  |
| 5月21日  | ネオ アンジェリーク Abyss 〜陽だまり邸へようこそ〜                                                 | *HB*（小野大輔、平川大輔） | 「SUNSHINE PARTY」 「PROUD YOU」                             |                                                                  |
| 6月4日   | ネオ アンジェリーク Abyss CHARACTER SONGS SCENE 02 ベルナール・ロシュ                              | ベルナール（平川大輔） | 「君色フィルム」                                             |                                                                  |
| 9月20日  | ネオ アンジェリーク Special 軌跡 〜the brilliant days                                              | レイン（高橋広樹）、ニクス（大川透）、ジェイド（小野坂昌也）、ヒュウガ（小野大輔）、ルネ（山口勝平）、ベルナール（平川大輔）、マティアス（楠大典）、エレンフリート（入野自由）、ジェット（中村悠一）、ロシュ（木村良平） | 「軌跡 〜the brilliant days」                                |                                                                  |
| 10月20日 | D.C. Girl's Symphony 〜ダ・カーポ〜 ガールズシンフォニーボーカルアルバムSide Girls Complete Disc   | 古城孝明（平川大輔） | 「I'm here〜ずっとここで」                                   |                                                                  |
| 11月26日 | ネオ アンジェリーク Abyss バラエティーCD vol.1 アルカディア パラダイス                             | ベルナール（平川大輔） | 「ウォードン・タイムズ社歌」                                 |                                                                  |
| 11月26日 | 星色のおくりもの キャラクターソング&ドラマCD 〜鳴滝宗哉〜                                          | 鳴滝宗哉（平川大輔） | 「Dummy Pride」                                              |                                                                  |
| 2009年   | | |                                                              |                                                                  |
| 1月7日   | イタズラなKiss オリジナル・サウンドトラック&MOREイタキスSTATION                                    | 入江直樹（平川大輔） | 「蒼き鼓動」                                                 |                                                                  |
| 1月21日  | ネオ アンジェリーク Abyss バラエティーCD Vol.2 アルカディア パラダイス2                            | 平川“ベルナール”大輔（平川大輔） | 「なりきり*HB* SUNSHINE PARTY Duet ver.」                    |                                                                  |
| 1月28日  | ネオ アンジェリーク Special 〜silver tone〜                                                        | ベルナール（平川大輔）&ロシュ（木村良平） | 「高鳴る鼓動はAllegrissimo」                                 |                                                                  |
| 1月30日  | いじわる My Master フランツキャラクターソング&ミニドラマ                                           | フランツ（平川大輔） | 「Secret eye」                                               |                                                                  |
| 9月18日  | 断罪のマリア キャラクターソングアルバム gran jubilee vol.3 天の揺り篭編                            | 悪魔ウリエル（平川大輔） | 「希望と幻惑の輪舞（ロンド）」                               |                                                                  |
| 10月14日 | ネオロマンス・フレンズ                                                                             | エルンスト（森川智之）＆ベルナール（平川大輔） | 「Real Change」                                              |                                                                  |
| 2010年   | | |                                                              |                                                                  |
| 2月10日  | ヒイロノカケラ 新玉依姫伝承 キャラクターソングアルバム                                             | 大蛇凌（平川大輔） | 「message」                                                  |                                                                  |
| 3月3日   | BLEACH BREATHLESS COLLECTION 06：朽木白哉 with 千本桜 and 村正                                     | 朽木白哉（置鮎龍太郎） with 千本桜（平川大輔） | 「BLOSSOM」                                                  |                                                                  |
| 3月31日  | おまもりひまり ネコもシャクシも キャラソンアルバム                                                 | 天河優人（平川大輔） | 「坂道の果て」                                               |                                                                  |
| 9月10日  | 絶対迷宮グリム キャラクターコンセプトCD Vol.10 グリム王国の王女さま 〜ヴィルヘルム・グリム〜       | ヴィルヘルム・グリム（平川大輔） | 「グリム王国の王女さま 〜ヴィルヘルム・グリム〜」            |                                                                  |
| 10月27日 | イケメン☆アルバム Club AIR GRACE編                                                                 | 高貴（平川大輔） | 「君のままで 僕のそばで」                                    |                                                                  |
| 12月4日  | ネオ アンジェリーク&ラブφサミット B&R                                                              | ベルナール（平川大輔） | 「Ceremonyは永遠に」                                         |                                                                  |
| 12月29日 | FULL SCORE04-Mixture-                                                                              | 馬場陽平（遊佐浩二）、沖王太郎（吉野裕行）、神藤天輝（宮野真守）、兵藤勉（平川大輔）、藤澤将（小野大輔） | 「Borderless Music!!!」                                      |                                                                  |
| 2011年   | | |                                                              |                                                                  |
| 9月4日   | アニ・コン Radio VOICE きゃらびぃ OP                                                               | アニメイト・コンシェルジュ（平川大輔）、（越田直樹）、（堀江一眞）、（佐藤雄大） | 「For you」                                                  |                                                                  |
| 11月12日 | 愛の熱唱シリーズ Vol.3 Kero-Mitz（ケロミッツ）                                                     | 三条光孝（平川大輔） | 「Nice to Meet You!」                                        |                                                                  |
| 2013年   | | |                                                              |                                                                  |
| 7月10日  | カーニヴァル キャラクターソング Vol.3 平門&燭                                                      | 平門（小野大輔）、燭（平川大輔） | 「La fin de l'éclipse」 「La fin de l'éclipse 燭 PART Ver.」 |                                                                  |
| 7月31日  | TVアニメ「BROTHERS CONFLICT」エンディングテーマ                                                    | ASAHINA Bros.+JULI | 「14 to 1」                                                  |                                                                  |
| 8月7日   | SPLASH FREE                                                                                        | STYLE FIVE | 「SPLASH FREE」                                              |                                                                  |
| 8月7日   | DIABOLIK LOVERS キャラクターソングVol.3 逆巻ライト                                                 | 逆巻ライト（平川大輔） | 「血濡れた密会」                                             |                                                                  |
| 9月4日   | Free! キャラクターソング Vol.5 竜ヶ崎怜                                                            | 竜ヶ崎怜（平川大輔） | 「DIVE & FLY」 「水中飛行論における多角的アプローチ」        |                                                                  |
| 9月20日  | TVアニメ「BROTHERS CONFLICT」キャラクターソング コンセプトミニアルバム(1) 「オ・ト・ナ」           | 雅臣（興津和幸）&右京（平川大輔）&要（諏訪部順一）&光（岡本信彦）&椿（鈴村健一）&梓（鳥海浩輔）&棗（前野智昭）右京&光（岡本信彦）                                                                                        | 「オ・ト・ナ BREAKOUT」                                      |                                                                  |
| 9月20日  | TVアニメ「BROTHERS CONFLICT」キャラクターソング コンセプトミニアルバム(1) 「オ・ト・ナ」           | 右京（平川大輔）&光（岡本信彦） | 「Gossip」                                                   |                                                                  |
| 10月2日  | Free! オリジナルサウンドトラック Ever Blue Sounds                                                  | STYLE FIVE | 「EVER BLUE」                                                |                                                                  |
| 12月25日 | アニメ「DIABOLIK LOVERS」限定版 II 特典CD                                                          | 逆巻ライト（平川大輔） | 「銀の薔薇-Laitolyrics-」                                    |                                                                  |
| 2014年   | | |                                                              |                                                                  |
| 1月15日  | Free! キャラクターソング・デュエットシリーズ Vol.2 葉月 渚 & 竜ヶ崎 怜                             | 葉月渚（代永翼）&竜ヶ崎怜（平川大輔） | 「サマーハイテンション☆」 「夏の終わりの夕間暮れ」           | テレビアニメ『Free!』関連曲                                      |
| 2月12日  | Free! キャラクターソング・デュエットシリーズ Vol.3 松岡 凛 & 竜ヶ崎 怜                             | 松岡凛（宮野真守）&竜ヶ崎怜（平川大輔） | 「VISION」 「GO ALL OUT!!」                                  | テレビアニメ『Free!』関連曲                                      |
| 3月26日  | S.S.D.S〜Super Stylish Doctors Story〜 ボーカルアルバム Romantic Pulse                             | 三条光孝（平川大輔） | 「Eyes for you」 「Nice to Meet You!」                       |                                                                  |
| 8月6日   | FUTURE FISH                                                                                        | STYLE FIVE | 「FUTURE FISH」                                              | テレビアニメ『Free!』関連曲                                      |
| 9月3日   | TVアニメ Free!-Eternal Summer-キャラクターソングシリーズ 05                                        | 竜ヶ崎怜（平川大輔） | 「Coming Soooon!!」 「Beautiful Impressions」                | テレビアニメ『Free!』関連曲                                      |
| 11月19日 | DIABOLIK LOVERS MORE CHARACTER SONG Vol.5                                                          | 逆巻ライト（平川大輔） | 「Q.E.D」                                                    |                                                                  |
| 2015年   | | |                                                              |                                                                  |
| 1月28日  | OVA「BROTHERS CONFLICT」エンディングテーマ                                                         | ASAHINA Bros.+JULI | 「I LOVE YOUが聞こえない」                                   |                                                                  |
| 2月25日  | カレイドイヴ キャラクターイメージソングアルバム                                                    | 月島紘一郎（平川大輔） | 「engagement」                                               |                                                                  |
| 3月18日  | 神様はじめました◎キャラソン05〜鞍馬天狗☆男祭〜                                                     | 翠郎（平川大輔）、二郎（羽多野渉） | 「鞍馬双天狗」 「いつも ずっと」                             |                                                                  |
| 8月5日   | ボーイフレンド（仮）キャラクターCDシリーズ vol.3 一ノ瀬学＆真山恭一郎＆若桜郁人                    | 一ノ瀬学（平川大輔） | 「君を想う物語」                                             |                                                                  |
| 8月19日  | DIABOLIK LOVERS Bloody Songs -SUPER BEST II- 逆巻家ver                                             | 逆巻アヤト（緑川光）、逆巻カナト（梶裕貴）、逆巻ライト（平川大輔）、逆巻シュウ（鳥海浩輔）、逆巻レイジ（小西克幸）、逆巻スバル（近藤隆）                                                                                 | 「Bloody★Mayim★Mayim」                                       |                                                                  |
| 10月14日 | ミュージカルソングシリーズCD ☆SHOW TIME 2☆華桜会&鳳樹                                              | 華桜会 | 「我ら、綾薙学園華桜会」                                     |                                                                  |
| 10月21日 | マドモ★アゼル                                                                                      | PENTACLE★ | 「マドモ★アゼル」                                            | テレビアニメ『Dance with Devils』エンディングテーマ              |
| 10月21日 | マドモ★アゼル                                                                                      | 四皇學園生徒会 | 「革命前夜 -The Eve of the Revolution-」                     | テレビアニメ『Dance with Devils』関連曲                          |
| 11月25日 | Dance with Devils キャラクターシングル5 棗坂シキ                                                   | 棗坂シキ（平川大輔） | 「幻想のキリエ」                                             | テレビアニメ『Dance with Devils』関連曲                          |
| 11月25日 | Dance with Devils キャラクターシングル5 棗坂シキ                                                   | 棗坂シキ（平川大輔） | 「憐憫 揺籃歌」                                              | テレビアニメ『Dance with Devils』挿入歌                          |
| 11月27日 | 壁ドン! SONG♪ シリーズ3rd そのカレ、伊波蒼秀（イナミソウエイ）                                     | 伊波蒼秀（平川大輔） | 「言葉より口溶け」                                           |                                                                  |
| 12月2日  | ミュージカルソングシリーズCD ☆SHOW TIME 9☆鳳樹×柊翼&柊翼                                           | 鳳樹（諏訪部順一）×柊翼（平川大輔） | 「Stand by Dreams」                                          |                                                                  |
| 12月2日  | ミュージカルソングシリーズCD ☆SHOW TIME 9☆鳳樹×柊翼&柊翼                                           | 柊翼（平川大輔） | 「uncontrol」                                                |                                                                  |
| 12月9日  | ミュージカルソングシリーズCD ☆SHOW TIME 10☆team鳳&華桜会                                           | 華桜会 | 「SING A SONG!MUSICAL!」                                     |                                                                  |
| 12月25日 | Dance with Destinies                                                                               | 四皇學園生徒会 | 「我ら四皇學園生徒会」                                       | テレビアニメ『Dance with Devils』挿入歌                          |
| 12月25日 | Dance with Destinies                                                                               | 楚神ウリエ（近藤隆）、南那城メィジ（木村昴）、棗坂シキ（平川大輔） | 「EMOLIAR」                                                  | テレビアニメ『Dance with Devils』挿入歌                          |
| 12月25日 | Dance with Destinies                                                                               | Grimoire all star cast | 「EMOLIAR」                                                  | テレビアニメ『Dance with Devils』挿入歌                          |
| 2016年   | | |                                                              |                                                                  |
| 2月10日  | プリンス・オブ・ストライド オルタナティブEDテーマ 「Be My Steady」                                 | ギャラクシー・スタンダード | 「Be My Steady」                                             |                                                                  |
| 2月10日  | プリンス・オブ・ストライド オルタナティブEDテーマ 「Be My Steady」                                 | ギャラクシー・スタンダード | 「RUSH」                                                     |                                                                  |
| 2月10日  | プリンス・オブ・ストライド オルタナティブEDテーマ 「Be My Steady」                                 | ギャラクシー・スタンダード | 「You're My Courage」                                        |                                                                  |
| 2月10日  | ボーイフレンド（仮） キャラクターソングアルバム vol.1                                              | 一ノ瀬学（平川大輔）、真山恭一郎（森川智之）、若桜郁人（鳥海浩輔） | 「君がいれば」                                               |                                                                  |
| 2月24日  | 大正×対称アリス キャラクターソングシリーズVol.1 シンデレラ「硝子のロンド」                         | シンデレラ（平川大輔） | 「硝子のロンド」                                             |                                                                  |
| 2月24日  | DIABOLIK LOVERS LUNATIC PARADE「Fanatic of Night」                                                 | 逆巻アヤト（緑川光）、逆巻カナト（平川大輔）、逆巻ライト（平川大輔）、逆巻シュウ（鳥海浩輔）、逆巻レイジ（小西克幸）、逆巻スバル（近藤隆）                                                                               | 「Fanatic of Night」                                         |                                                                  |
| 3月23日  | soleil                                                                                             | ArS | 「手を伸ばせ！」 「ちょっとまってよ Give me a break！」      |                                                                  |
| 3月23日  | DIABOLIK LOVERS VERSUS SONG Requiem(2)Bloody Night Vol.VI シュウVSライト                           | 逆巻シュウ（鳥海浩輔）、逆巻ライト（平川大輔） | 「カモフラージュ」 「カモフラージュ -ライト Ver-」           |                                                                  |
| 4月22日  | BL(U)CK BASIS                                                                                      | PENTACLE★★ | 「BL(U)CK BASIS」                                            |                                                                  |
| 7月6日   | Code：Realize 〜創世の姫君〜Character CD vol.5サン・ジェルマン                                     | サン・ジェルマン（平川大輔） | 「運命の旅人」                                               |                                                                  |
| 7月29日  | 双子の魔法使いリコとグリ「マジカルシンフォニア シュタイン＆ビスJr.」                               | シュタイン（田丸篤志）、ビスJr.（平川大輔） | 「Melt Luck」 「Growing-Up！」                               |                                                                  |
| 8月24日  | アイ★チュウ creation 03.ArS                                                                        | ArS | 「We are I★CHU！」 「Here we go！！」                        |                                                                  |
| 9月18日  | Eat Your G                                                                                         | Listen to Rin［KON=BU(ハチ王子)、TA☆CT(佐藤拓也)、Tu-BASA(代永翼)、＠TuSHI(阿部敦)、Dai-chang（平川大輔）］ | 「Eat Your G」                                               |                                                                  |
| 10月19日 | Dance with Devils ユニットシングル3 南那城メィジ vs 棗坂シキ                                       | 南那城メィジ（木村昴）、棗坂シキ（平川大輔） | 「×× in the dark」                                           |                                                                  |
| 2017年   | | |                                                              |                                                                  |
| 1月11日  | 夢王国と眠れる100人の王子様 音100シリーズ〜Vol.2 不思議の国1〜                                     | マッドハッター（平川大輔）&キャピタ（浜田賢二）&ハーツ（梶裕貴） | 「はじまりは永遠」                                           | ゲーム『夢王国と眠れる100人の王子様』関連曲                      |
| 2月15日  | PS Vita版 DIABOLIK LOVERS LOST EDEN OP「常夜 KNOW UNDERSKIN」                                      | 逆巻アヤト（緑川光）、逆巻カナト（梶裕貴）、逆巻ライト（平川大輔）、逆巻シュウ（鳥海浩輔）、逆巻レイジ（小西克幸）逆巻スバル（近藤隆）                                                                                   | 「常夜KNOW UNDERSKIN」                                       | ゲーム『DIABOLIK LOVERS LOST EDEN』オープニングテーマ            |
| 2月22日  | DIABOLIK LOVERS Sadistic Song Vol.3 逆巻ライト                                                     | 逆巻ライト（平川大輔） | 「CHAOS★PARTY」                                              | 『DIABOLIK LOVERS』関連曲                                        |
| 3月22日  | glace                                                                                              | ArS | 「ベリーベリー愛しい人」 「Star light trip」                 | ゲーム『アイ★チュウ』関連曲                                      |
| 4月26日  | DIABOLIK LOVERS Bloody Songs -SUPER BEST III-                                                      | 逆巻アヤト（緑川光）、逆巻カナト（梶裕貴）、逆巻ライト（平川大輔）、逆巻シュウ（鳥海浩輔）、逆巻レイジ（小西克幸）、逆巻スバル（近藤隆）                                                                                 | 「カモフラージュ」 「Fanatic of Night」 「愛の檻」           | 『DIABOLIK LOVERS』関連曲                                        |
| 5月10日  | ☆2nd SHOW TIME 6☆ 前・華桜会&暁×楪×漣                                                              | 華桜会 | 「WONDERFUL WONDER!」                                        | テレビアニメ『スタミュ』第2期挿入歌                              |
| 6月7日   | ☆2nd SHOW TIME 10☆ 星谷×鳳×柊&揚羽×蜂矢×北原×南條                                                  | 星谷悠太（花江夏樹）、鳳樹（諏訪部順一）、柊翼（平川大輔） | 「Miracle Catcher」                                          | テレビアニメ『スタミュ』第2期挿入歌                              |
| 6月21日  | ☆2nd SHOW TIME 12☆ team鳳&team柊&揚羽×蜂矢×北原×南條&オールキャスト                                | オールキャスト | 「Gift 〜カーテンコール〜」                                  | テレビアニメ『スタミュ』第2期挿入歌                              |
| 6月21日  | アイ★チュウ 〜シャッフルユニットミニアルバム〜                                                     | Grandmaster | 「刹那のマシェリ」                                           | ゲーム『アイ★チュウ』関連曲                                      |
| 7月19日  | 劇場版 Free!-Timeless Medley- オリジナルサウンドトラック                                           | STYLE FIVE | 「RISING FREE」                                              | 劇場アニメ『劇場版 Free!-Timeless Medley-』主題歌                |
| 9月27日  | ボーイフレンド（仮）プロジェクト ミュージックアルバム 藤城学園 #01                                 | 一ノ瀬学（平川大輔）、桑門碧（日野聡）、西園寺蓮（福山潤）、月読理京（石田彰） | 「桜の約束〜始まりの場所〜」                                 | ゲーム『ボーイフレンド（仮）きらめき☆ノート』関連曲              |
| 11月8日  | FREE-STYLE SPIRIT/What Wonderful Days!!                                                            | STYLE FIVE | 「FREE-STYLE SPIRIT」                                        | 劇場アニメ『特別版 Free!-Take Your Marks-』オープニングテーマ    |
| 11月8日  | FREE-STYLE SPIRIT/What Wonderful Days!!                                                            | 岩鳶町のゆかいな仲間たち | 「What Wonderful Days!!」                                    | 劇場アニメ『特別版 Free!-Take Your Marks-』エンディングテーマ    |
| 12月22日 | 双子の魔法使いリコとグリ ソロシリーズ ビスJr.「Share The New World」                               | ビスJr.（平川大輔） | 「Share The New World」 「Sweet Memories〜君がくれたもの〜」 | キャラクターCD『双子の魔法使いリコとグリ』関連曲                 |
| 2018年   | | |                                                              |                                                                  |
| 1月24日  | Dance with Eternity                                                                                | 鉤貫レム（斉藤壮馬）、立華リンド（羽多野渉）、楚神ウリエ（近藤隆）、南那城メィジ（木村昴）、棗坂シキ（平川大輔）、ローエン（鈴木達央）、ジェキ（鈴木裕斗）、マリウス（豊永利行）                                         | 「スイート・グリモワール！」                                 | 劇場アニメ『Dance with Devils-Fortuna-』オープニングテーマ       |
| 4月4日   | fleur                                                                                              | ArS | 「ゲイジュツ戦隊アルスレンジャー」                           | ゲーム『アイ★チュウ』関連曲                                      |
| 5月25日  | 劇場版 Dance with Devils-Fortuna- BD・DVD特典CD                                                    | PENTACLE★★ | 「光れCAROL」                                                | ゲーム『Dance with Devils My Carol』主題歌                       |
| 5月25日  | SHOOT THE STARS                                                                                    | Nacht | 「SHOOT THE STARS」                                          | ゲーム『魔王さまをプロデュース！〜七つの大罪 for GIRLS〜』主題歌 |
| 6月27日  | Code:Realize 〜創世の姫君〜 キャラクターソングミニアルバム                                         | サン・ジェルマン（平川大輔） | 「幸せのうまれる場所」                                       | テレビアニメ『Code:Realize 〜創世の姫君〜』関連曲                |
| 8月22日  | GOLD EVOLUTION                                                                                     | STYLE FIVE | 「GOLD EVOLUTION」                                           | テレビアニメ『Free!-Dive to the Future-』エンディングテーマ      |
| 9月28日  | 双子の魔法使いリコとグリ Swiiiiiits! ユニットソング「Swiiiiiitest Party!!」                        | Swiiiiiits! | 「Swiiiiiitest Party!!」                                     | キャラクターCD『双子の魔法使いリコとグリ』関連曲                 |
| 10月10日 | Deep Blue Harmony                                                                                  | 七瀬遙（島﨑信長）、橘真琴（鈴木達央）、松岡凛（宮野真守）、椎名旭（豊永利行）、桐嶋郁弥（内山昂輝）、葉月渚（代永翼）、竜ヶ崎怜（平川大輔）                                                                             | 「Blue Destination」                                         | テレビアニメ『Free!-Dive to the Future-』エンディングテーマ      |
| 10月26日 | 双子の魔法使いリコとグリ ミックスユニットシリーズ「Rouge Noir」                                    | Noir Révolution | 「Rouge Noir」 「Rouge Noir -Remix-」                        | キャラクターCD『双子の魔法使いリコとグリ』関連曲                 |
| 10月31日 | Free!-Dive to the Future- キャラクターソングミニアルバム Vol.1 Seven to High                       | 竜ヶ崎怜（平川大輔） | 「絆Progressive」                                            | テレビアニメ『Free!-Dive to the Future-』関連曲                  |
| 12月26日 | Free!-Dive to the Future- キャラクターソングミニアルバム Vol.2 Close Up Memories                   | 椎名旭（豊永利行）、竜ヶ崎怜（平川大輔） | 「奇跡のなかで生きている」                                   | テレビアニメ『Free!-Dive to the Future-』関連曲                  |
| 2019年   | | |                                                              |                                                                  |
| 3月20日  | アイ★チュウ BEST ALBUM アイ盤                                                                      | ArS | 「なんてったってNo.1」                                       | ゲーム『アイ★チュウ』関連曲                                      |
| 3月27日  | 夢色キャスト GENESIS Vocal Collection〜Storm of Vengeance〜                                        | 黒木崚介（古川慎）、灰羽拓真（斉藤壮馬）、藍沢湧太郎（鈴村健一）、白椋れい（山下大輝）、朱道岳（平川大輔） | 「Phantom Rain」 「Dears for Fears」                         | ゲーム『夢色キャスト』関連曲                                     |
| 3月27日  | 夢色キャスト GENESIS Vocal Collection〜Storm of Vengeance〜                                        | 朱道岳（平川大輔） | 「Resonance in storm」                                       | ゲーム『夢色キャスト』関連曲                                     |
| 7月10日  | Forward Blue Waves                                                                                 | STYLE FIVE | 「BRAVE DREAM」                                              | 劇場アニメ『劇場版 Free!-Road to the World-夢』主題歌            |
| 8月7日   | Good Luck My Wave!                                                                                 | 葉月渚（代永翼）、竜ヶ崎怜（平川大輔） | 「GOLD EVOLUTION」                                           | テレビアニメ『Free!-Dive to the Future-』関連曲                  |
| 8月9日   | Starry☆Sky〜Song in 4 seasons〜                                                                    | 青空颯斗（平川大輔） | 「SILVER MOON」                                              | 『Starry☆Sky』関連曲                                             |
| 11月20日 | KING OF FIRE                                                                                       | ナギ（平川大輔）、ヨミ（古川慎）、ビリー・カーン（石谷春貴） | 「LAST HEAVEN」                                              | ゲーム『THE KING OF FIGHTERS for GIRLS』関連曲                   |
| 2020年   | | |                                                              |                                                                  |
| 8月19日  | 遙かなる時空の中で7 ヴォーカル集 深紅の歌                                                          | 石田三成（平川大輔） | 「運命への抵抗」                                             | ゲーム『遙かなる時空の中で7』関連曲                              |
| 12月23日 | OUVERTURE                                                                                          | ArS | 「Dance All Right!!!」                                       | ゲーム『アイ★チュウ Étoile Stage』関連曲                         |
| 2021年   | | |                                                              |                                                                  |
| 2月24日  | 一番星                                                                                             | アイチュウ | 「一番星の歌〜未来のレジェンド伝説〜」                       | テレビアニメ『アイ★チュウ』オープニングテーマ                    |
| 2022年   | | |                                                              |                                                                  |
| 11月23日 | 永久少年 Eternal Boys ステージ1                                                                    | 永久少年 | 「Eternal」                                                  | テレビアニメ『永久少年 Eternal Boys』挿入歌                      |
| 2023年   | | |                                                              |                                                                  |
| 1月25日  | 永久少年 Eternal Boys ステージ2                                                                    | 永久少年 | 「My Way」                                                   | テレビアニメ『永久少年 Eternal Boys』オープニングテーマ          |
| 3月23日  | 永久少年 Eternal Boys ステージ3                                                                    | 永久少年 | 「Again」                                                    | テレビアニメ『永久少年 Eternal Boys』挿入歌                      |
| 6月9日   | Red line                                                                                           | 永久少年 | 「Red line」                                                 | 劇場アニメ『永久少年 Eternal Boys NEXT STAGE』主題歌             |

### その他参加作品
| 発売日        | 商品名                               | 歌       | 楽曲 | 備考 |
| ------------- | ------------------------------------ | -------- | --- | ---- |
| 2008年1月23日 | 百歌声爛 -男性声優編- II             | 平川大輔 | 「ガンバのうた〜 タイムボカン〜 やつらの足音のバラード〜 魔訶不思議アドベンチャー〜 君をのせて〜 想い出がいっぱい〜 勇者ライディーン〜 銀河鉄道999〜 ペガサス幻想〜 風になれ」 |      |
| 2008年8月29日 | シュガービーンズ放送局Opening&Ending | 平川大輔 | 「good-night-call」 |      |
| 2012年4月26日 | キラキラ★スター                      | 平川大輔 | 「弱虫の飛行士」 |      |